# 콩코르드 광장
콩코르드 광장(프랑스어: Place de la Concorde, 프랑스어 발음 plas də la kɔ̃kɔʁd)은 프랑스 파리의 광장으로 샹젤리제 거리 동쪽에 튈르리 공원과 사이에 위치한다. 면적은 86,400m2(8.64ha)로 파리에서는 가장 넓은 광장이다.
1755년 앙주자크 가브리엘이 설계한 이 광장에는 원래 루이 15세의 기마상이 설치되어 있었기 때문에 '루이 15세 광장'으로 불리었다. 이후 프랑스 혁명을 계기로 기마상은 철거되고, 이름도 '혁명 광장'으로 고쳐졌다. 1793년 1월 21일 프랑스 혁명 중에는 루이 16세가 이곳에서 처형되었고, 10월 16일 왕비인 마리 앙투아네트가 참수된 형장이기도 하다. 1795년 현재의 '콩코드 광장'이라는 이름으로 불리고 시작했고, 공식 이름이 된 것은 1830년 7월 혁명부터였다.
1835년 나폴레옹 3세 시기에 재조성 작업이 이루어졌으며 1836년 이집트 정부에서 선물한 룩소르 오벨리스크가 콩코르드 광장 정중앙에 직립하여 현재까지 파리의 명물로 남아 있다. 광장의 분수대와 원주도 비슷한 시기에 세워지며 지금의 모습이 되었으며, 1900년 만국 박람회 입구, 제2차 세계 대전 당시 파리 해방 기념식, 2024년 하계 올림픽 개최장소 등 다양한 행사의 무대로 활용되었다.
콩코드(Concorde)는 화합, 일치라는 뜻으로, 이 광장의 이름은 이러한 어두운 역사를 넘어 평화와 화합으로 나가자는 프랑스의 염원이 담겨 있다. 파리 메트로에서는 1호선, 8호선, 12호선이 만나는 플라스 드 라 콩코르드역과 가깝다.

## 역사

### 설계와 건설

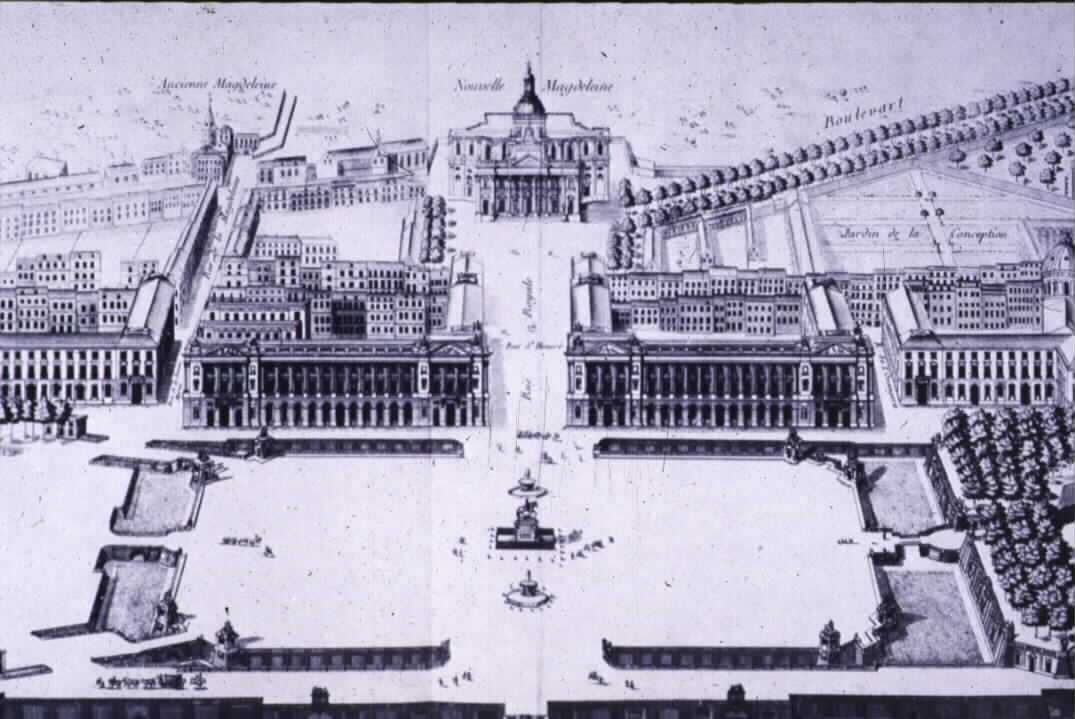
1758년 앙주자크 가브리엘의 루이 15세 광장 설계도

1748년 파리의 상인들이 루이 15세의 기마상을 세울 장소로서 광장 건설을 기획한 것이 기원이다. 당시 상인회에서는 국왕이 중병에서 회복된 것을 기념하기 위하여, 파리시 외곽의 튀일리 정원과 쿠르라렌 사이에 위치한 널찍한 산책공간을 동상 부지로 선정했다. 당시 이곳은 승마용으로 인기 있는 공간이었으며, 콩코르드 다리나 리볼리로는 존재하지 않았으며 루아얄로는 센강 인근 습지까지 이어지는 진흙길 도로에 불과했다.
이후 1772년 건축가 앙주자크 가브리엘이 설계를 기반으로 광장이 완공되었다. 광장은 팔각형 형태로 폭 20m의 해자로 둘러싸여 있으며 돌다리가 교차하고 석조 난간을 둘렀다. 여덟 개의 모퉁이에는 광장 내부로 진입할 수 있는 돌계단을 두었으며 화단으로 나누어졌다. 정원 정중앙에는 받침대를 두어 에드메 부샤르동이 조각한 루이 15세의 기마상이 놓였다. 이 기마상은 로마 장군의 복장을 하고 월계수 화한을 머리에 쓰면서 퐁트누아 전투에서 승리한 위풍당당한 국왕의 모습을 묘사하였다. 받침대는 장 샬그랭이 설계하였으며 네 모서리마다 장바프티스트 피갈의 동상으로 장식되어 있었는데, 위대한 군주라면 갖추어야 할 네가지 덕목 (권력, 정의, 신중, 평화)을 의인화한 것이었다.
루이 15세의 기마상은 1763년 6월 20일 국왕에 헌정되었으나 이 무렵 루이 15세를 향한 대중의 인기는 많이 떨어진 상황이었다. 실제로 헌정식이 열린지 머지않아 누군가가 조각상에 '조각상은 아름답구나! 받침대도 훌륭하구나! 미덕은 발 밑에, 악덕은 말 위에!'라 쓰여진 플래카드를 걸어두는 소동이 있었다.
광장 북쪽에는 똑같이 앙주자크 가브리엘이 설계하여 1760년~1775년에 건설된 궁전 건물이 있었다. 이 건물은 루브르궁 (현 루브르 박물관)의 외관을 맡았던 왕실 직속 건축가 샤를 페로의 건축에서 영감을 얻어 고전주의 양식의 외관으로 장식되었다. 이곳에는 각국 대사관이 입주할 예정이었으나 결과적으로 동쪽 건물에는 프랑스 해군 본부인 오텔 드 라 마린이, 서쪽 건물은 귀족들의 공동 별장이 되었다.

### 프랑스 혁명기

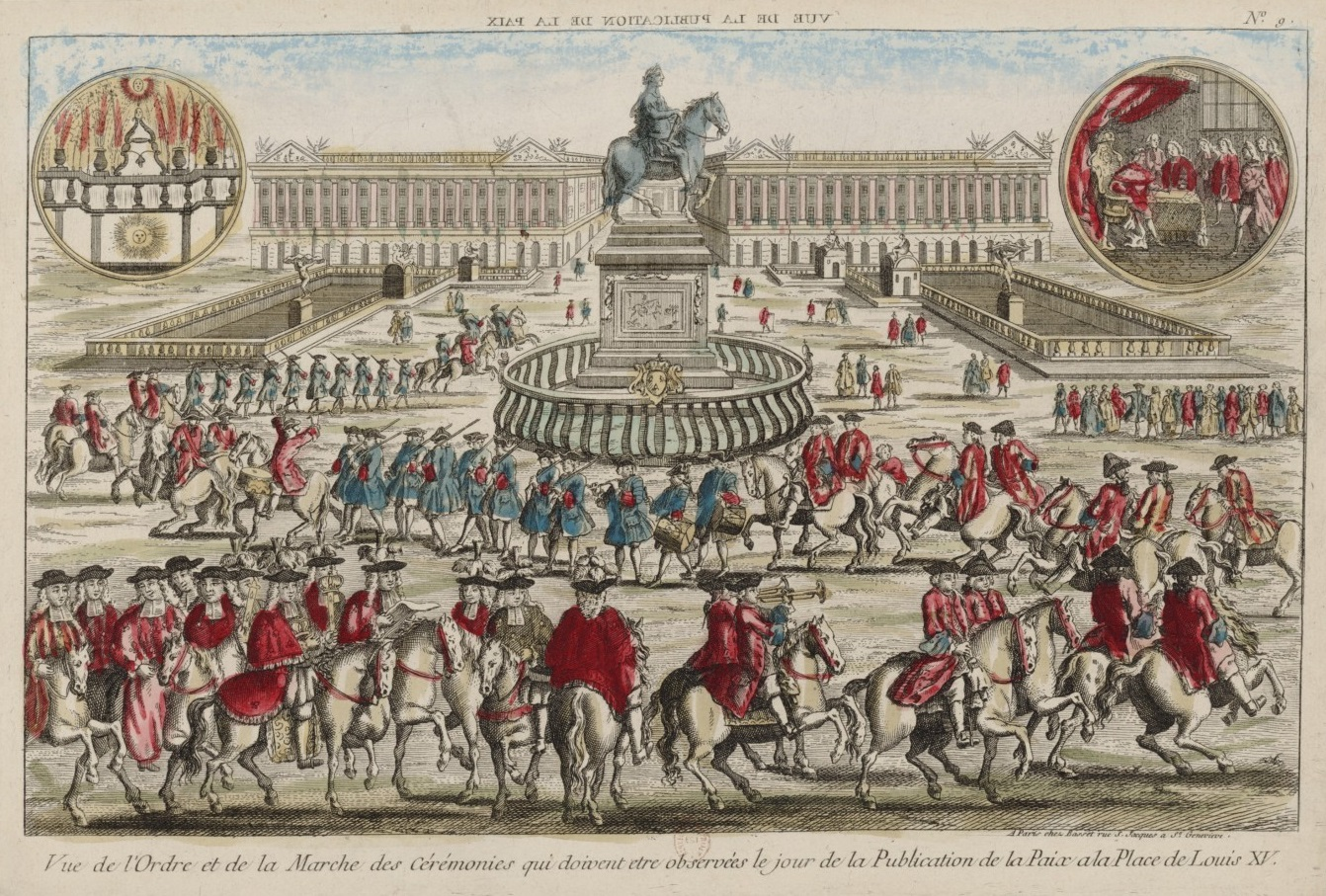
1763년 루이 15세 광장 헌정식
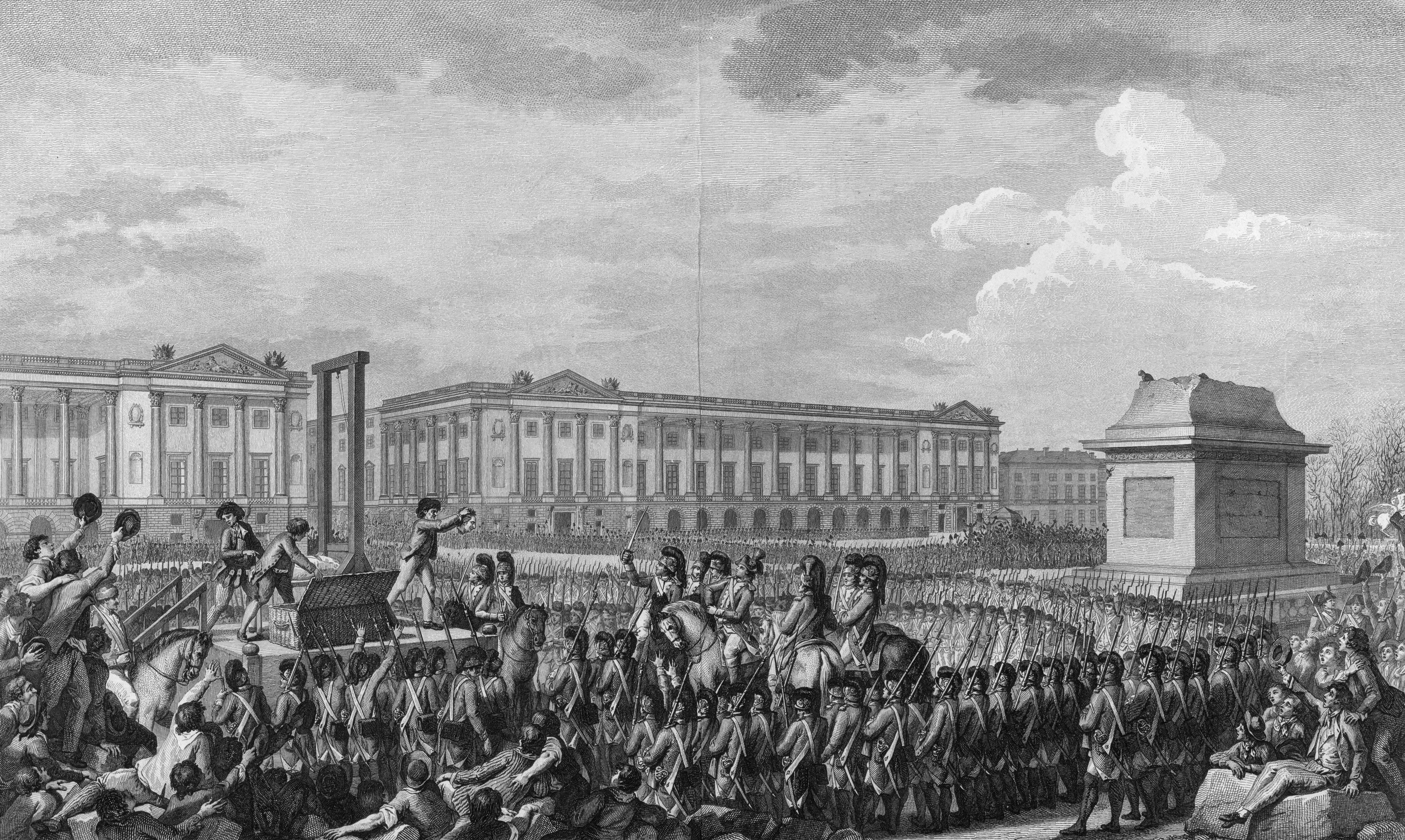
1793년 1월 21일 지금의 콩코르드 광장에서 벌어진  루이 16세의 처형식
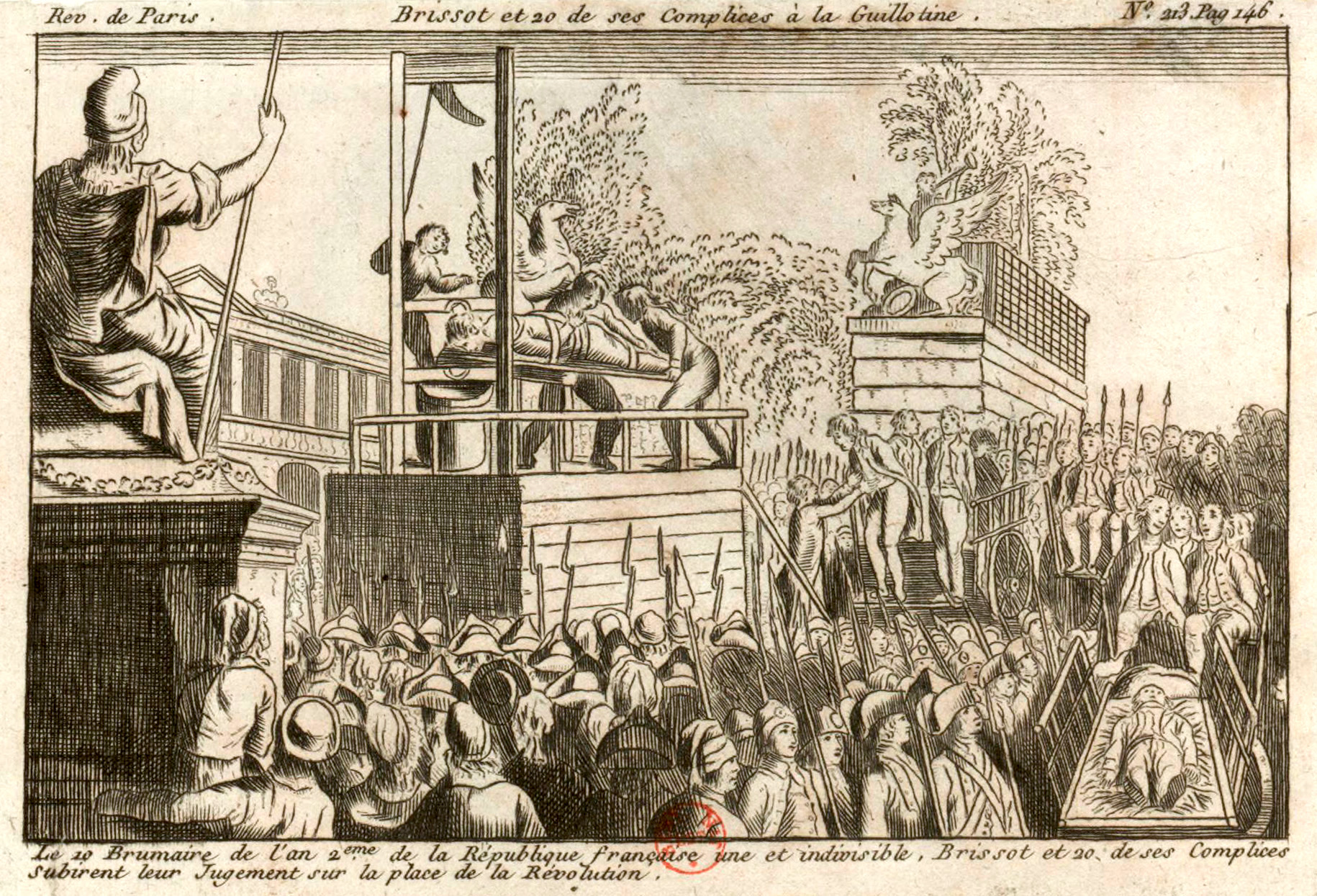
1793년 10월 31일 지롱드파의 처형식

1789년 루이 15세 광장은 프랑스 대혁명의 중심무대로 부상하였다. 1789년 7월 13일 폭도들이 해군본부로 들어와 무기창고를 강탈하였는데, 이 과정에서 분실된 것 중에는 시암 국왕이 선물로 보낸 옛 대포 2문이 있어 1789년 7월 14일 바스티유 습격 당시 첫 발포에 활용되었다.
1792년 8월 11일에는 루이 15세의 기마상이 철거되어 주조공장으로 옮겨진 뒤 분해되었다. 그로부터 몇 달 후에는 프랑수아프레데리크 르몽이 제작한 '자유의 상'이 새롭게 자리를 잡았다. 자유의 상은 빨간색 자유의 모자를 쓰고 창을 든 인물상의 모습이었다. 루이 15세 광장 (Place Louis XV)라는 이름도 '혁명 광장' (Place de Revolution)이라는 이름으로 바뀌었다.
1792년 10월 콩코르드 광장에서 단두대를 활용한 처형이 처음 집행되었다. 이곳에서 처음 처형된 사람은 해군본부 건물에서 왕관 다이아몬드를 훔친 도둑 2명이었다. 1793년 1월 21일에는 루이 16세가 이곳에서 처형되었으며 같은해 10월 16일에는 왕비 마리 앙투아네트가 처형됐다. 공포정치가 시작된 후 1793년 5월 11일 자유의 상과 튀일리 정원 입구의 이동식 다리 사이에 다시 단두대가 설치되어 13개월 동안 운영되었다.
프랑스 혁명기에만 파리에서 처형된 인물 2,498명 가운데 1,119명이 콩코르드 광장에서 처형되었으며, 나머지 73명은 바스티유 광장에서, 1,306명은 나시옹 광장에서 처형되었다. 루이 16세와 마리 앙투아네트 외에도 샤를로트 코르데와 잔 베퀴 뒤 바리 백작부인 등이 콩코르드 광장에서 처형된 유명인이다. 1794년 공포정치 말기에 이르러서는 조르주 당통, 카미유 데물랭, 앙투안 라부아지에, 막시밀리앵 드 로베스피에르, 루이 드 생쥐스트가 콩코르드 광장에서 생을 마감했다. 콩코르드 광장 최후의 처형식은 1795년 5월 있었던 프레리알 폭동 주동자들의 처형식이었다.

### 18세기~19세기

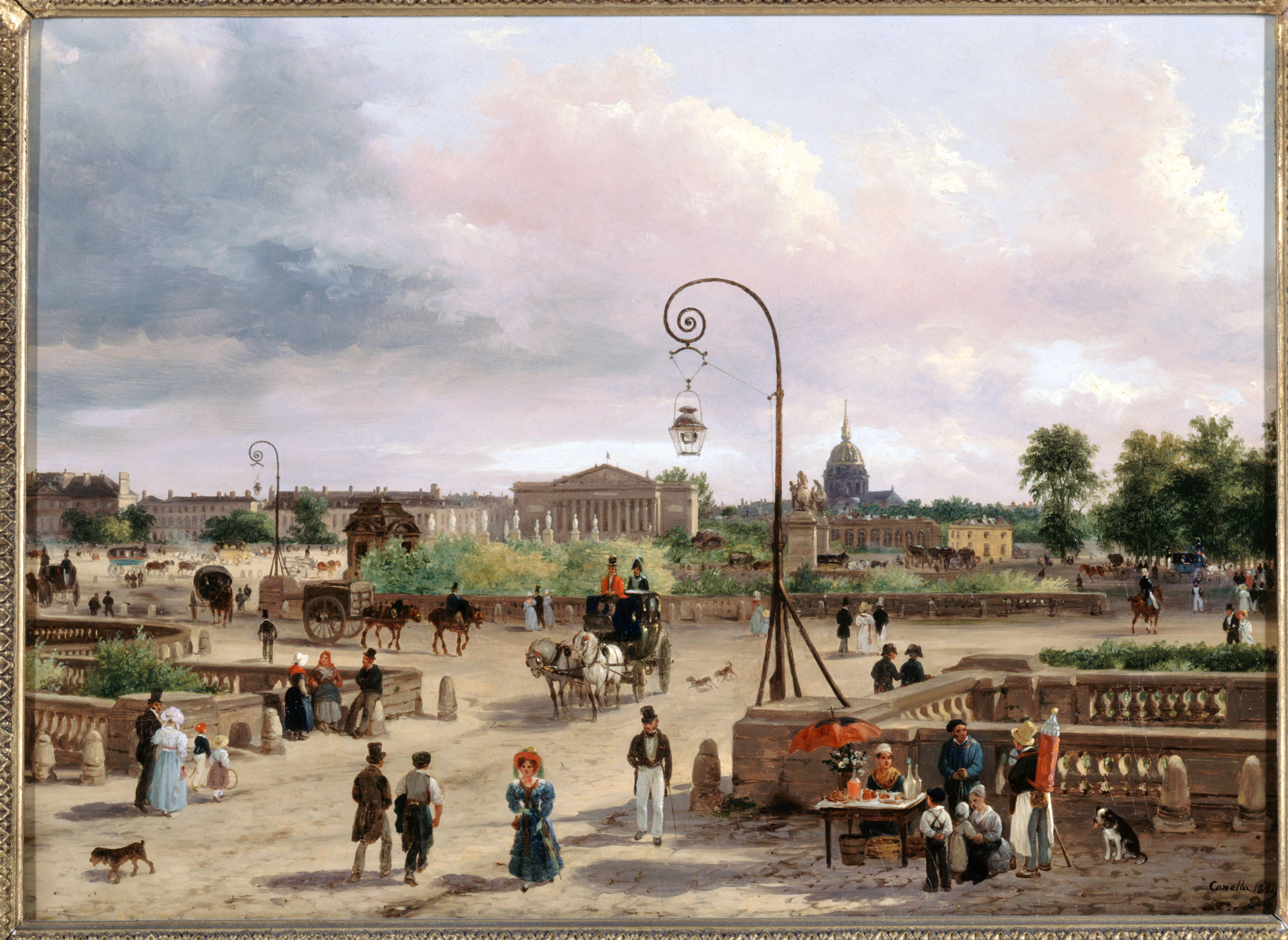
1829년의 콩코르드 광장  (루이 필리프 1세의 광장 공사 이전의 모습)
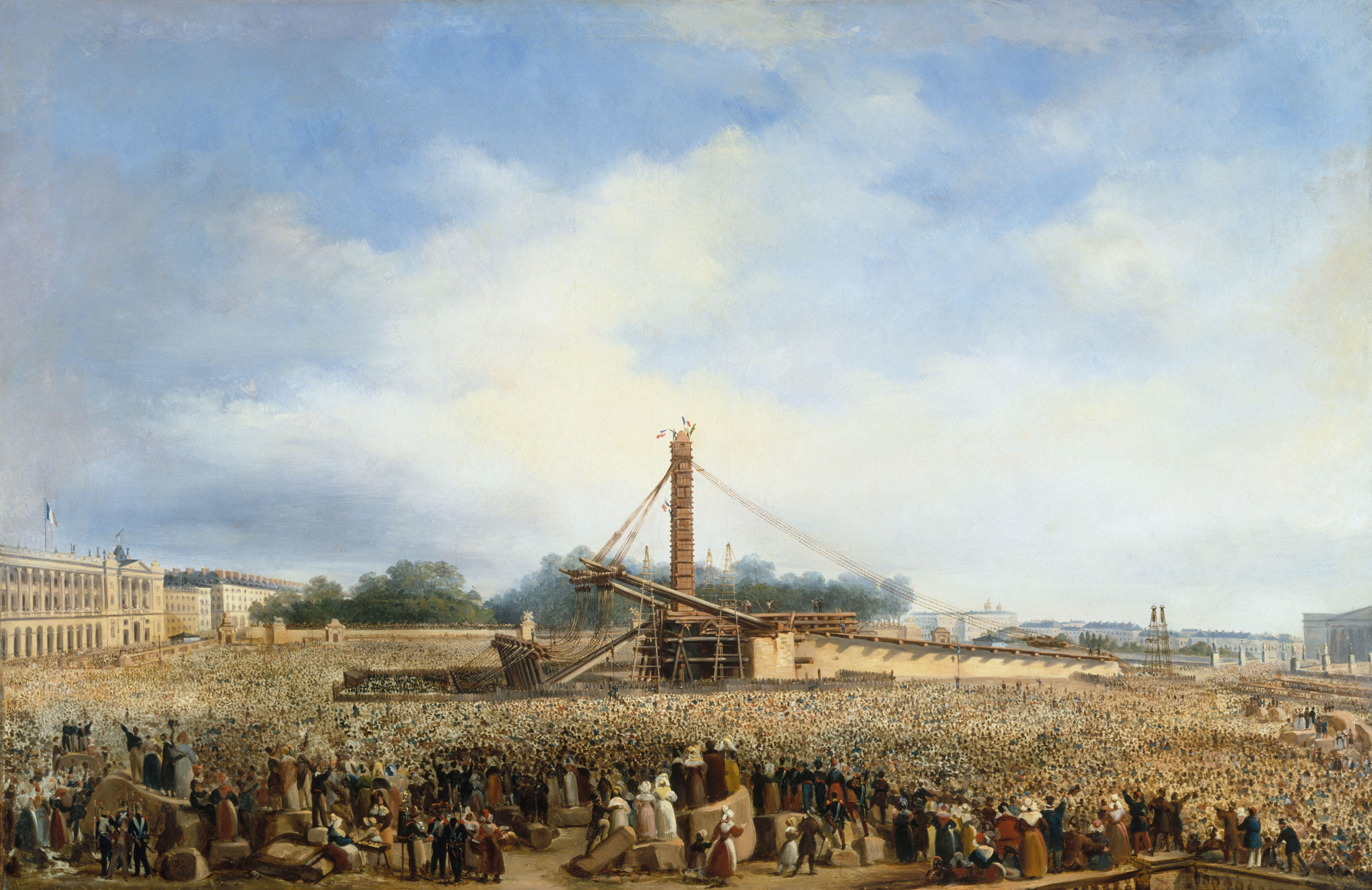
1836년 10월 25일 룩소르 오벨리스크 직립식
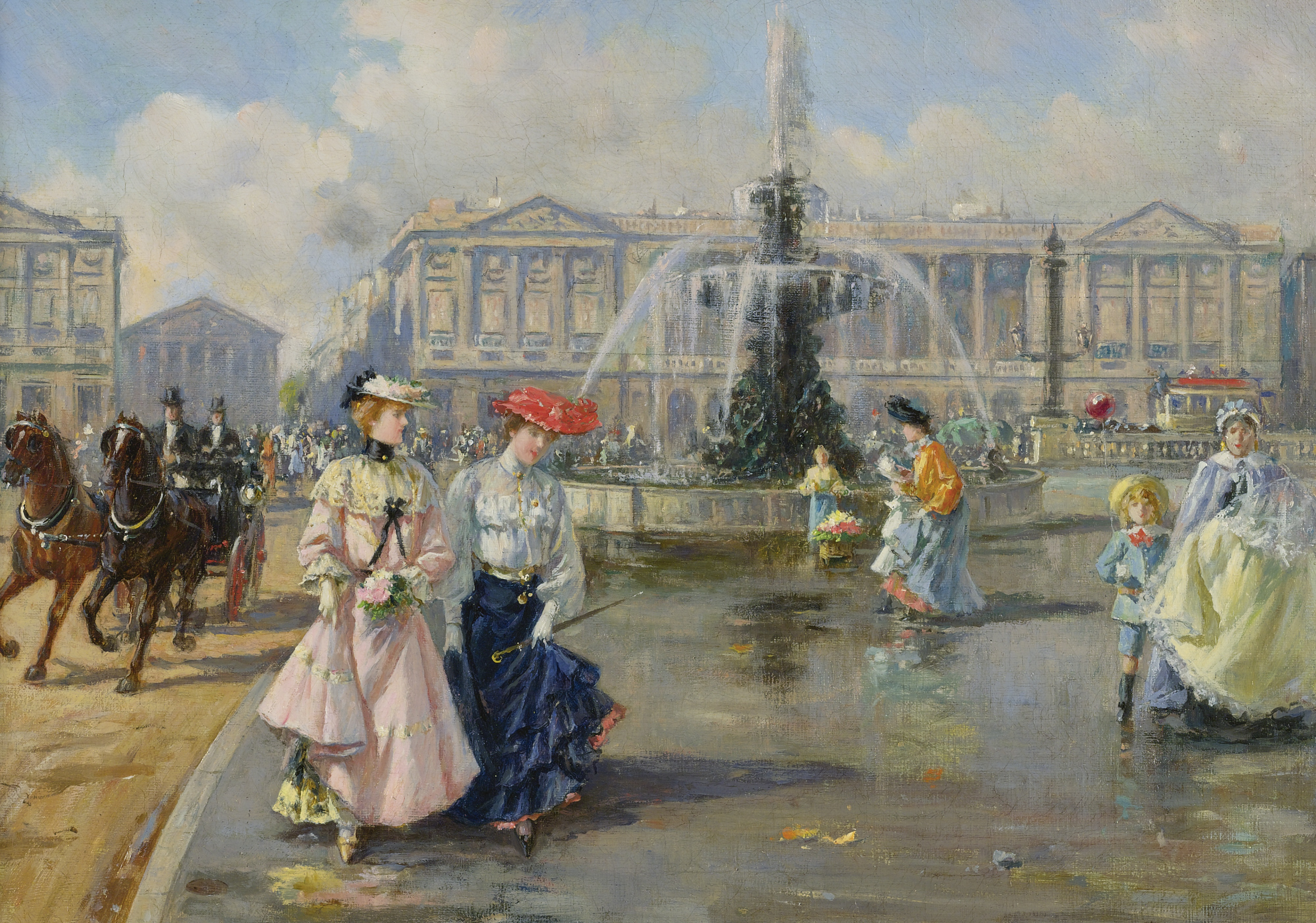
1872년의 콩코르드 광장

1795년 프랑스 혁명의 대혼란이 잦아들자 혁명 광장은 사회통합을 기원하는 차원에서 '화합의 광장' (Place de la Concorde), 즉 지금의 '콩코르드 광장'으로 명명되었다. 1814년 부르봉 왕정복고 당시에는 '루이 15세 광장'으로 원복되었으며 1826년에는 '루이 16세 광장' (Place Louis XVI)로 바뀌었다. 그러나 1830년 7월 혁명을 거치면서 다시 한번 '콩코르드 광장'으로 되돌아갔다.
이 시기 광장 주변의 도시경관에도 변화가 이루어졌다. 프랑스 혁명 초기인 1790년에는 콩코르드 다리가 건설되었으며, 프랑스 화가 자크루이 다비드의 제안으로 광장 북쪽 샹젤리제 입구 인근에 기욤 쿠스투의 '마를리의 말들'이라는 조각상이 세워졌다. 1806년에는 나폴레옹 보나파르트의 지시로 광장 가장자리를 따라 리볼리로가 조성되기 시작하였다.
루이필리프 1세 치세에 이르러 파리를 비롯한 센강 일대의 주무대신으로 임명된 클로드필리베르 바르틀로 드 랑뷔토의 주도로 콩코르드 광장이 재조성 공사에 들어갔다. 1832년 콩코르드 광장 재조성 계획의 대표 설계자로 자크 이그나스 이토르프가 임명되었으며, 1835년 10월에는 이집트의 무함마드 알리가 프랑스와의 우호선물로 보낸 룩소르 오벨리스크를 광장 정중앙에 세우는 계획을 세웠다. 룩소르 오벨리스크는 수년에 거친 수송작전 끝에 1836년 10월 25일 많은 군중이 지켜보는 가운데 직립에 성공했고 현재까지도 그 자리에 남아 있다.
오벨리스크 설치 이후 이토르프는 잠 프라디에르와 장피에르 코르토를 비롯한 국내 유명 조각가들에게 프랑스의 주요 도시를 대표하는 조각상 8점을 만들어 달라고 의뢰하였으며, 1838년 사전 설치된 원주 위에 동상을 설치하는 작업이 완료되었다. 이들 조각상은 상공에서 바라보았을 때 각 도시의 방위를 따르도록 되어 있었는데, 이를테면 북동쪽에 위치한 도시는 북동쪽 방면으로 세우는 식이었으며 조각상 간의 배치도 각 상징 도시의 상대적 방위에 따랐다. 여기에 조명이 달린 20개의 원주가 동시기 광장에 설치되었다.
1836년~1840년 이토르프는 콩코르드 광장에 두 대의 화려한 분수를 세웠는데 이를 콩코르드 분수라 부른다. 센강 쪽에는 '바다의 분수' (Fontaine Maritime)를, 루아얄로 방면에는 '강의 분수' (Fontaine Fluviale)를 세웠다. 각 높이는 9m이며 이탈리아 로마의 성 베드로 광장에 있는 분수를 본떠 만들었다. 1853년 나폴레옹 3세 시기에는 광장 주변으로 파여 있어 매춘장소로 변모했던 해자에 흙을 채워 지금의 평평한 모습으로 바꾸었다.

### 20세기 이후

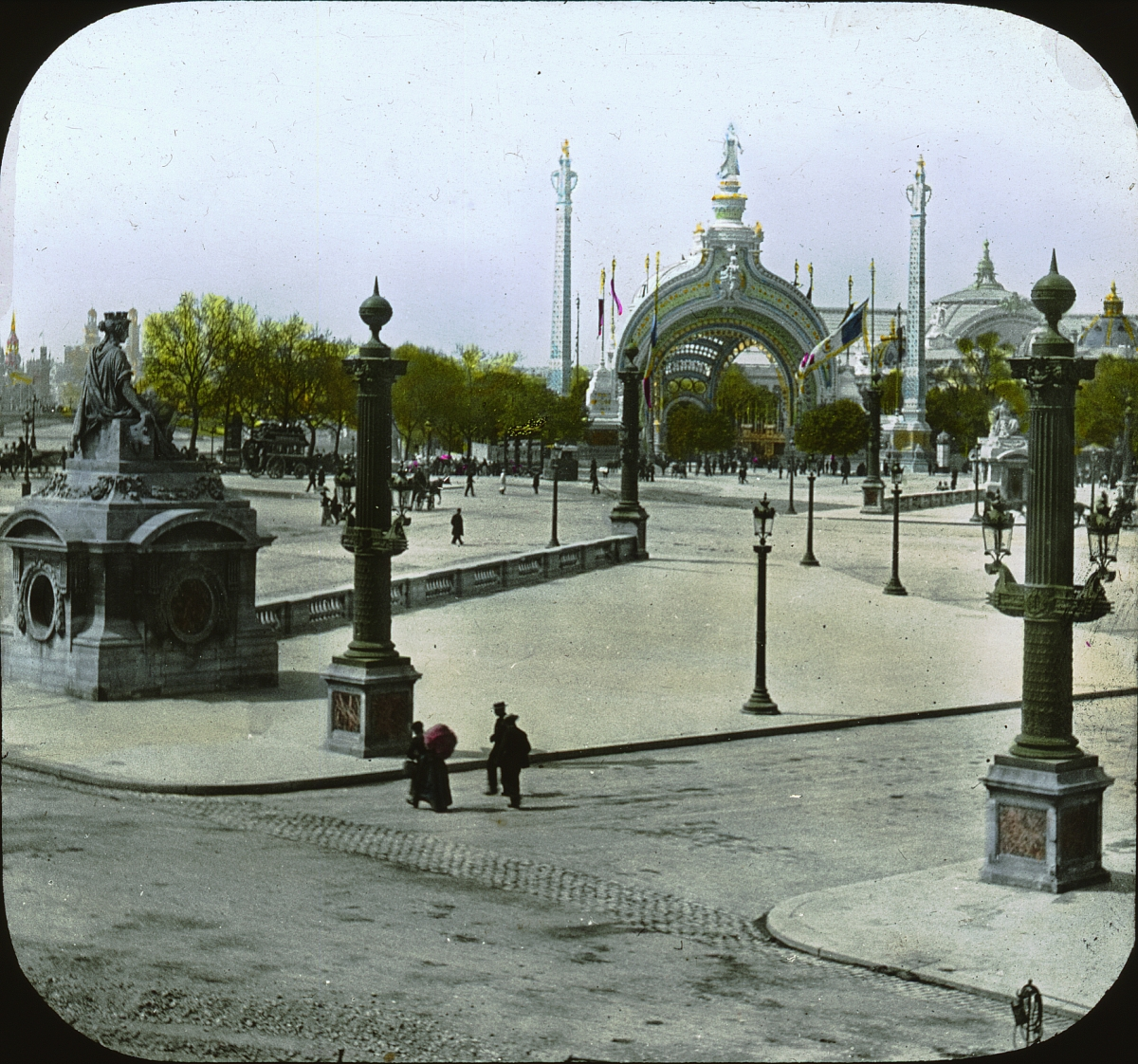
1900년 만국 박람회의 입구로 사용된 콩코르드 광장과 그랑 팔레
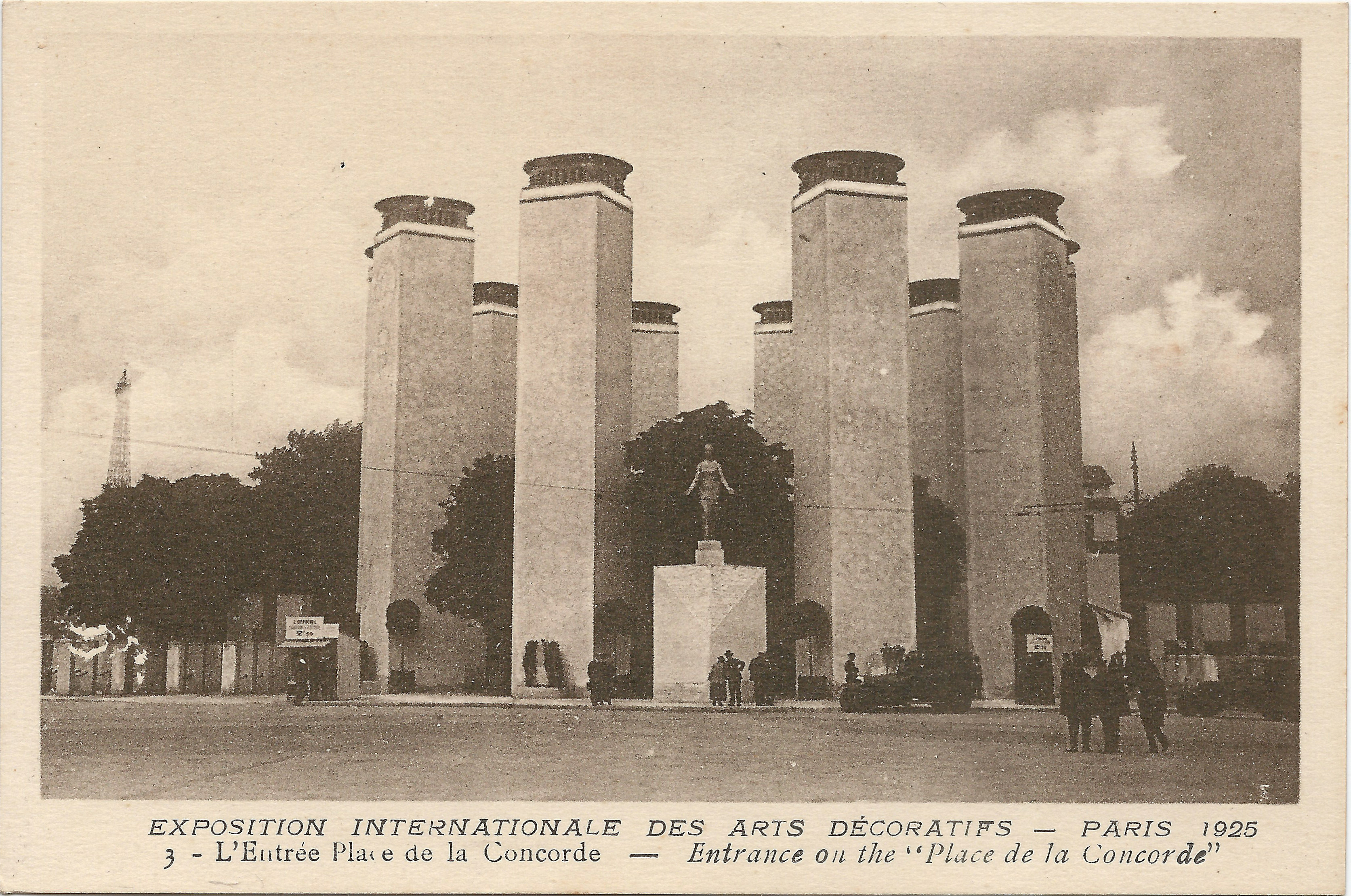
1925년 아르데코의 탄생에 기여한   국제 현대장식 산업미술 박람회
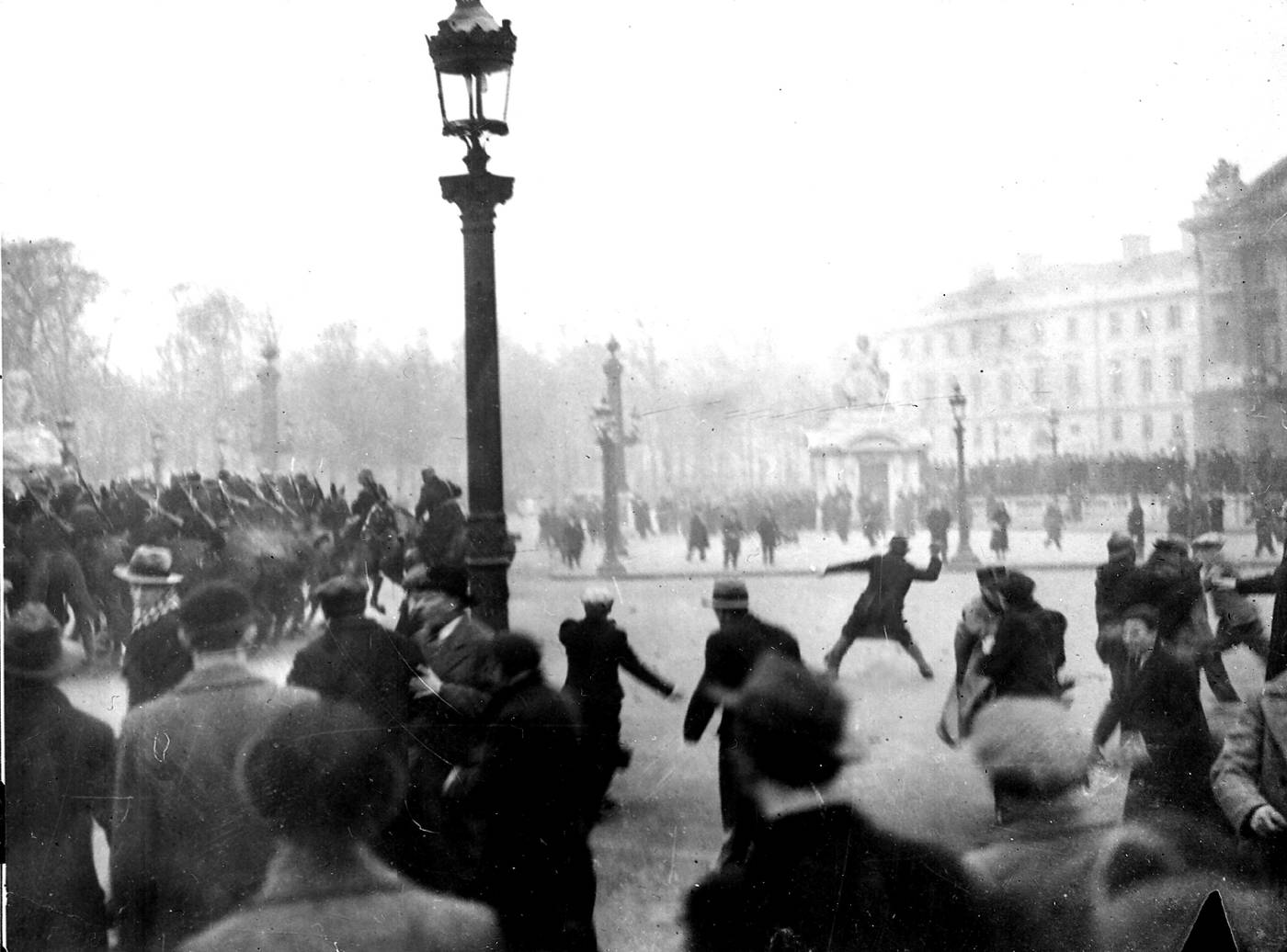
1934년 프랑스 의회 부패 항의 시위 과정에서 벌어진 폭동으로 11명이 사망하고 200명이 부상당했다.
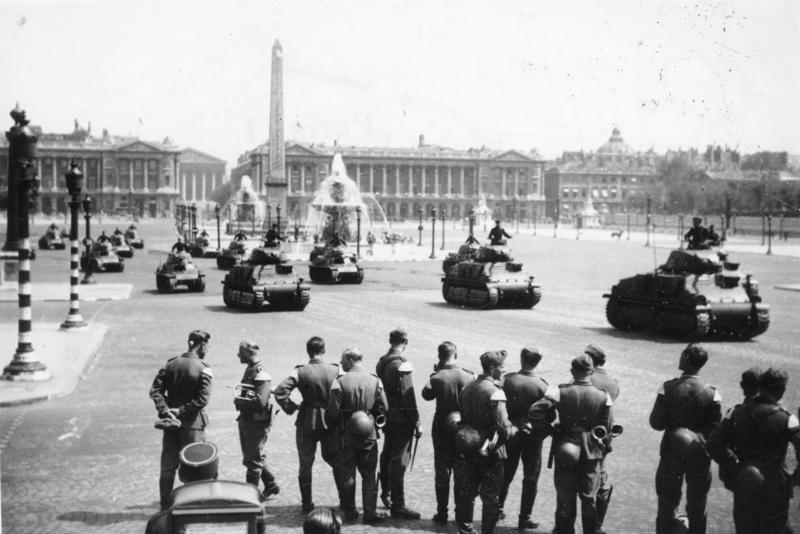
1941년 나치 독일군의 탱크와 군대
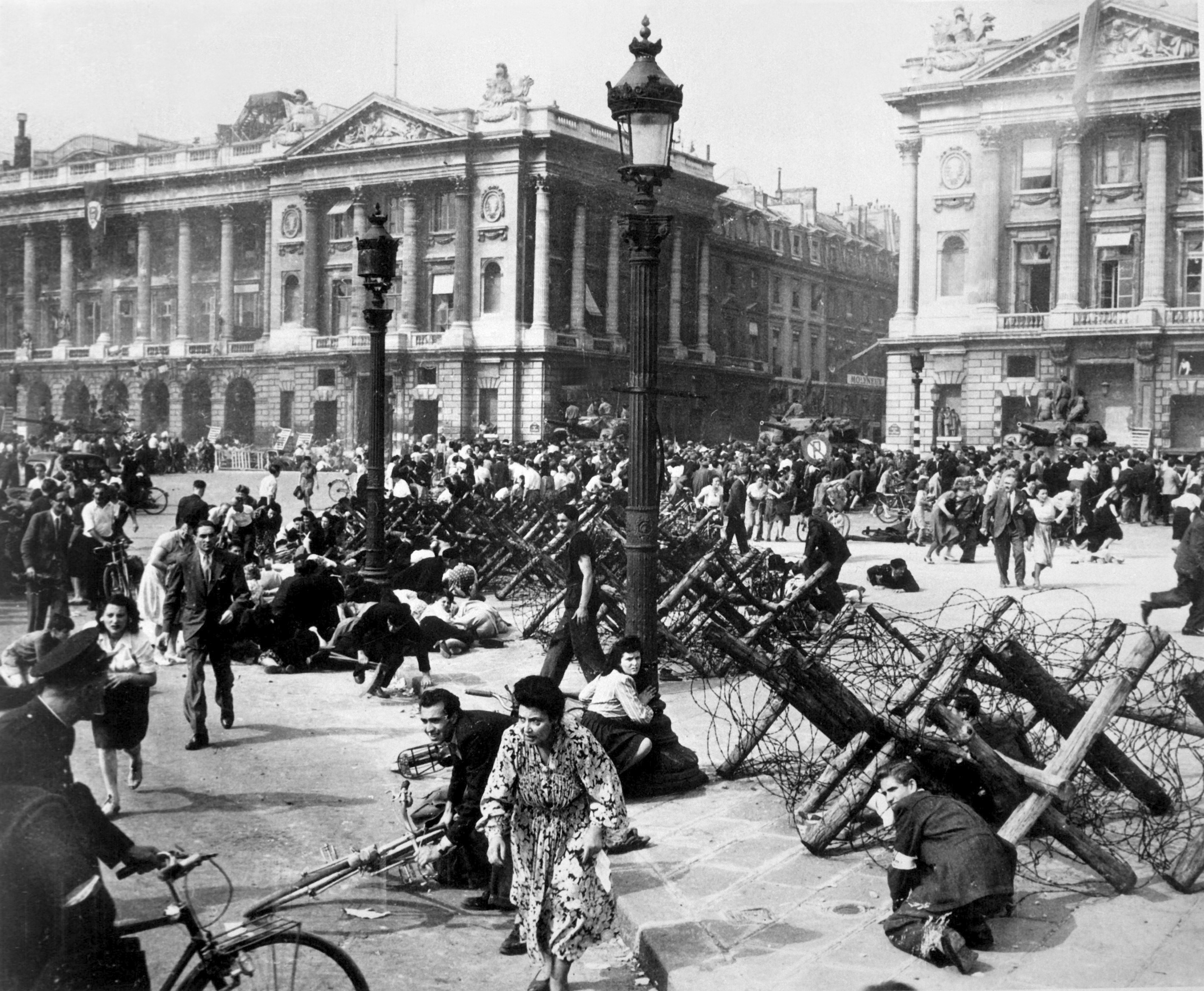
1944년 8월 파리 해방을 축하하는 군중들의 모습. 생플로랑탱로 방면으로 촬영된 사진.
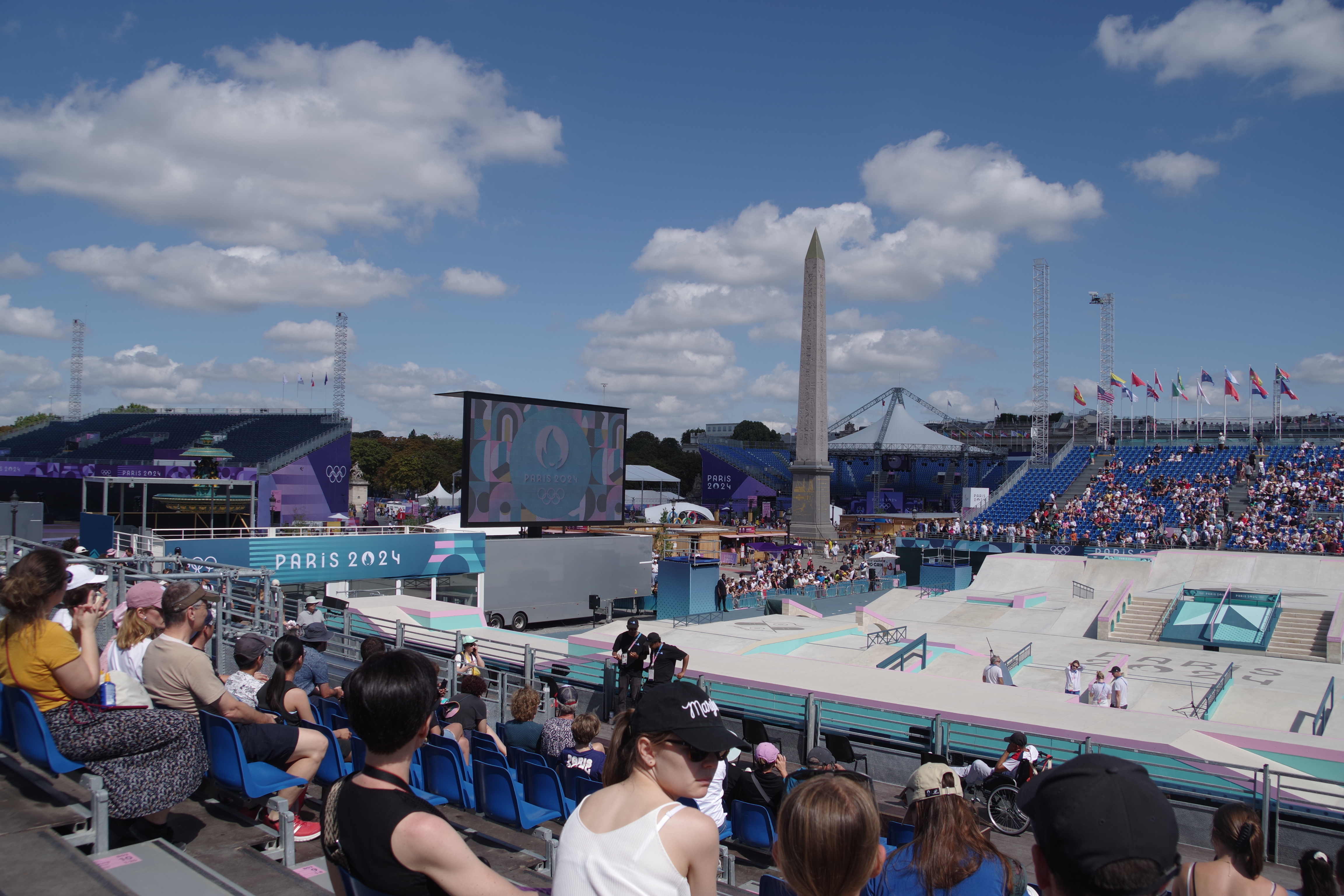
2024년 하계 올림픽 당시 설치된 스케이트보드 가설경기장의 모습

20세기 들어 콩코르드 광장은 두 차례의 역사적인 박람회장 입구로 활용되었는데, 1900년에 열린 만국 박람회와 1925년 국제 현대장식 산업미술 박람회가 그것이다. 후자의 경우 20세기 초 건축양식인 아르데코의 명칭의 유래가 되었다. 1934년에는 극우시위대의 폭동으로 11명이 사망하고 200명이 부상당하는 사건이 벌어졌다.
1918년에는 제1차 세계 대전 승전 기념식이 개최되었으며 1944년 파리 해방 기념식도 콩코르드 광장에서 진행되었다. 1998년 FIFA 월드컵 당시에도 프랑스 축구 국가대표팀의 개선행사가 열린 장소로 활용되었다. 2024년 파리 올림픽에서는 가설 경기장이 설치되어 브레이킹, 스케이트보드, 3x3 농구, BMX 사이클의 4개 종목이 치러졌으며, 2024년 파리 패럴림픽에서는 개막식 장소로 활용되었다.

## 기념물

### 오벨리스크

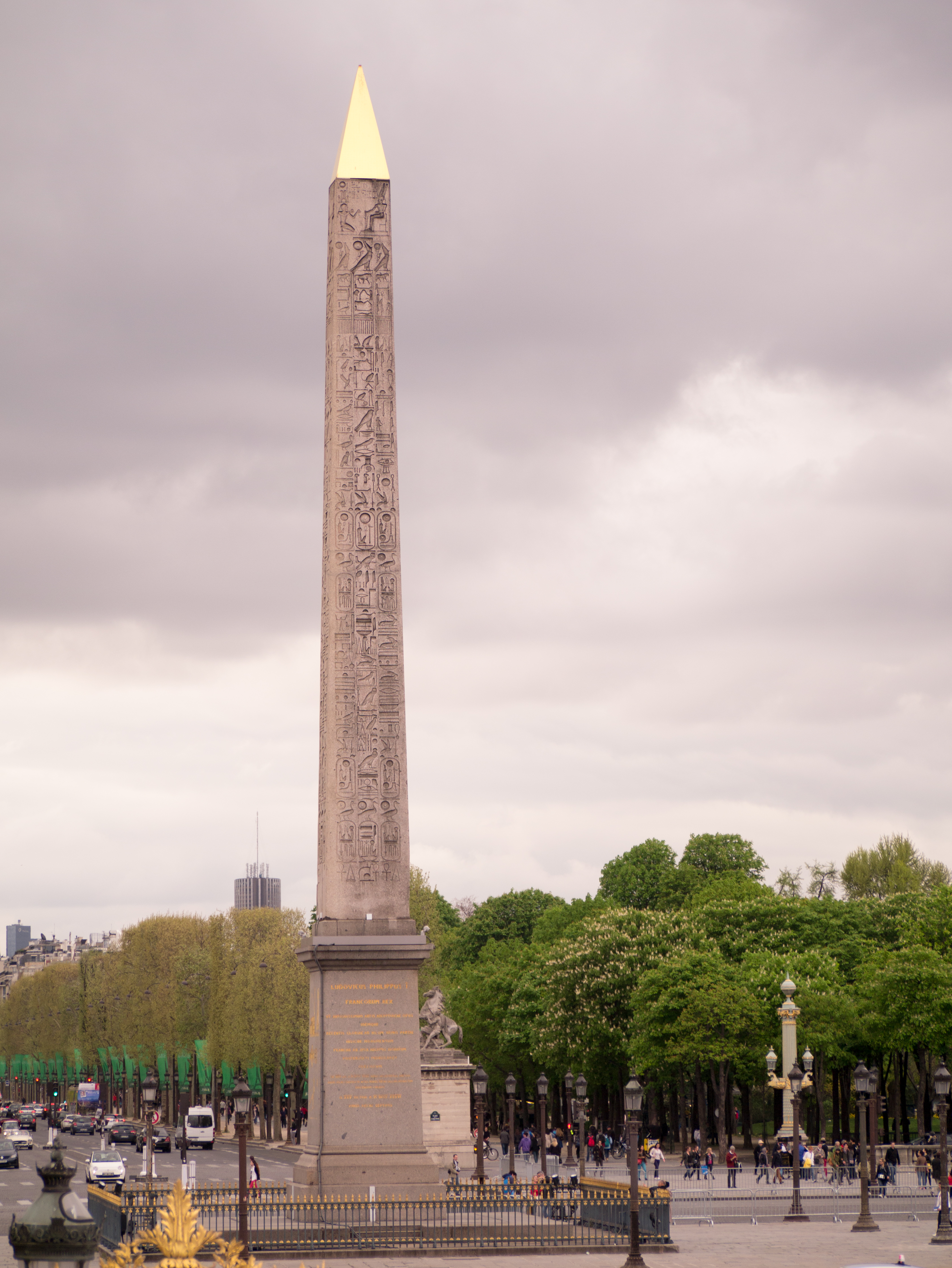
룩소르 오벨리스크
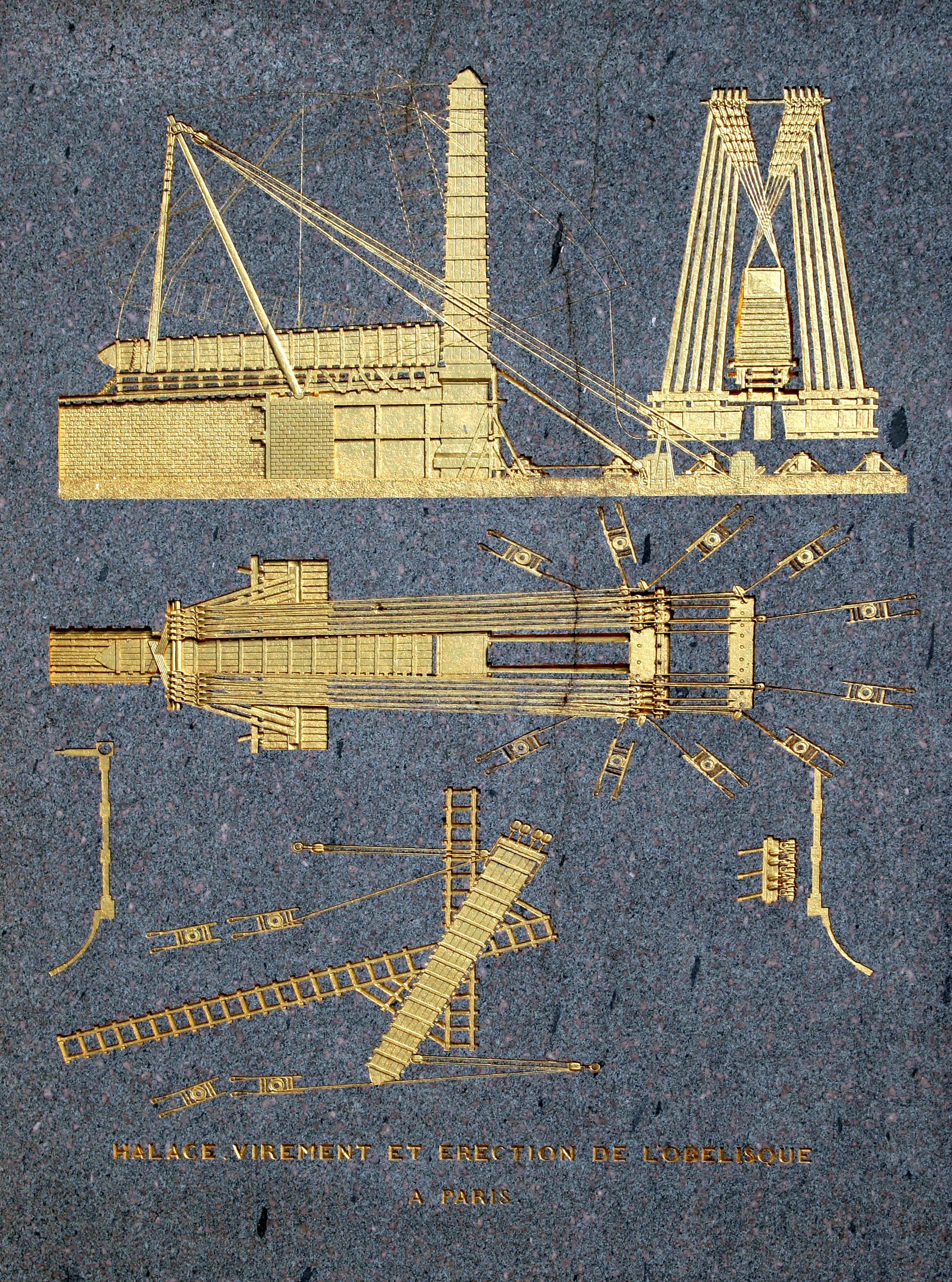
오벨리스크 하단에 금박으로 묘사된 1836년 당시 이송 및 설치 과정
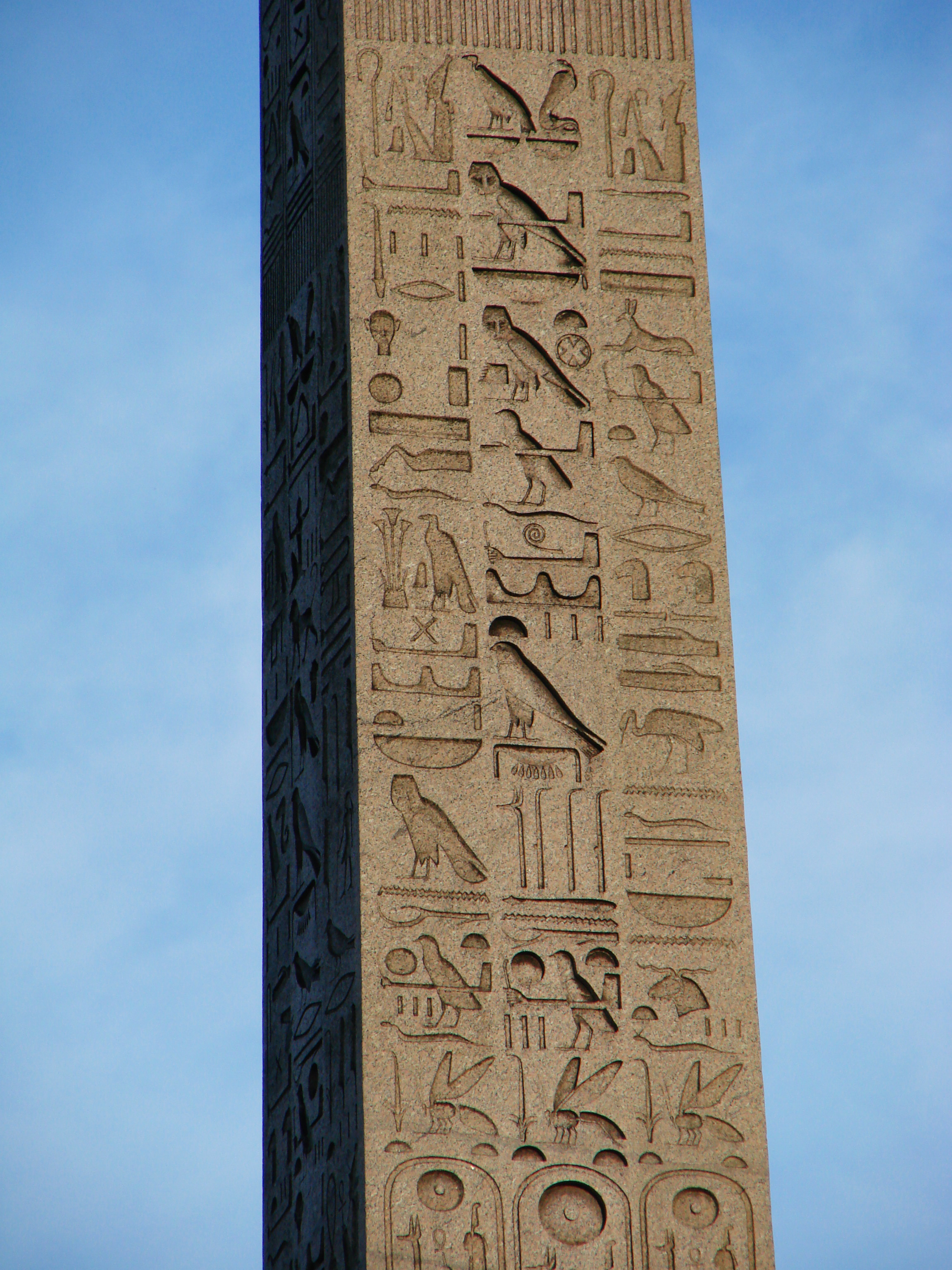
오벨리스크에 새겨진  이집트 상형문자
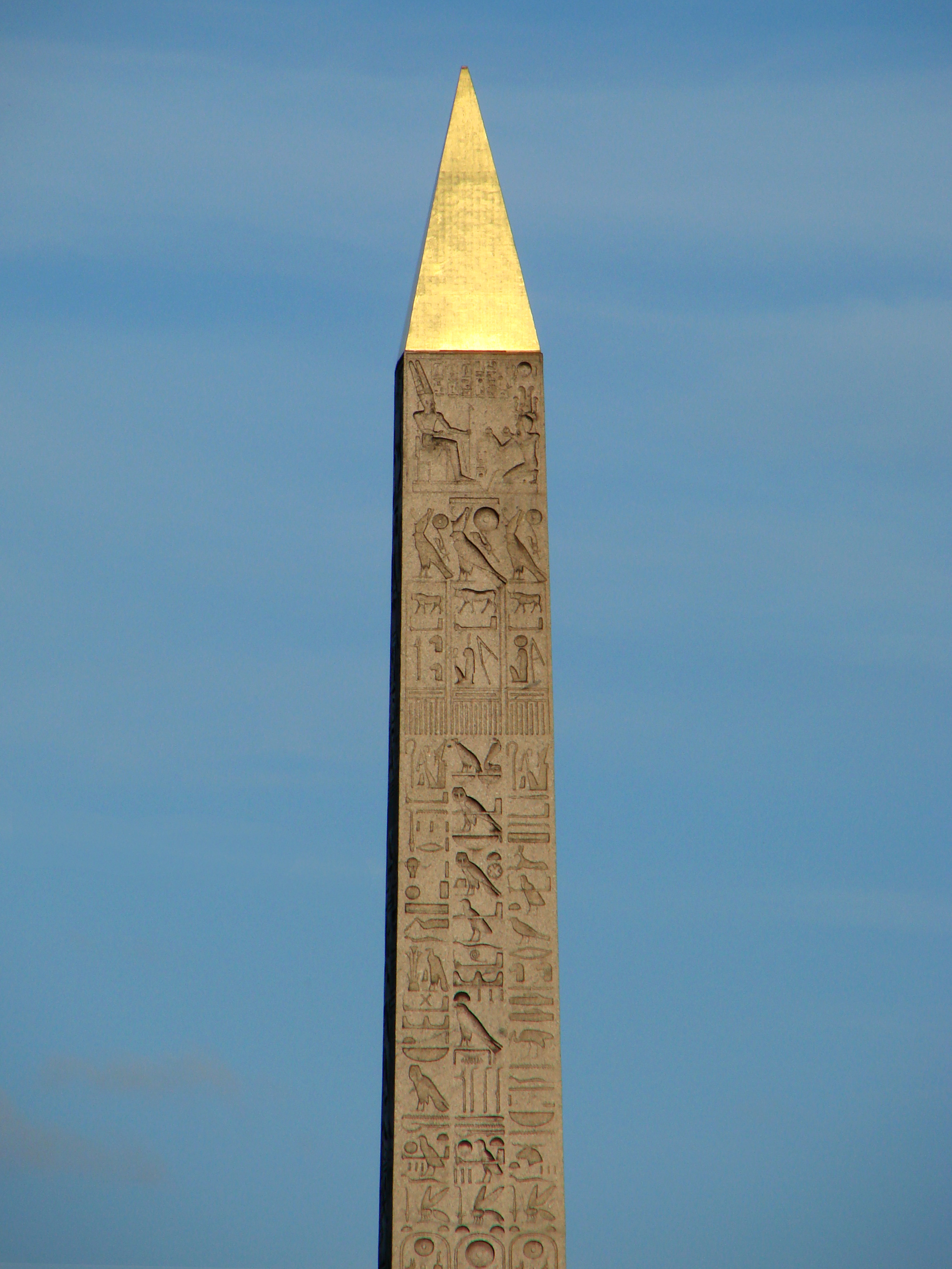
오벨리스크 상부의 모습. 왕좌에 앉은 파라오를 묘사해 놓았다.

광장의 정중앙에는 이집트 룩소르 신전에서 가져온 룩소르 오벨리스크(일명 클레오파트라의 바늘)가 세워져 있다. 람세스 2세 재위기였던 기원전 1260년 경에 제작된 것으로 추정되며, 원래 이집트 테베(Thebes, 현재의 룩소르)의 람세스 신전에 있던 것이다. 1829년 이집트의 총독이자 군사령관이던 알바니아 출신의 무함마드 알리가 프랑스에 선물하였다. 신전에 있던 오벨리스크는 2개이며, 두 개 중 하나는 운송상의 어려움으로 이전하지 못한 채 프랑스의 소유로만 남아 있다가 1981년 9월 26일 프랑수아 미테랑 대통령이 이집트 정부에 정식으로 반환하였다.
오벨리스크에는 프랑스로의 운송 과정이 묘사되어 있으며, 4년의 운송 기간이 걸렸다. 1833년 12월 21일 파리에 도착한 오벨리스크는 그로부터 3년 뒤인 1836년 10월 25일 프랑스 혁명기에 파괴되었던 루이 15세 기마상의 받침대 위에 올려 세워졌다. 당대 프랑스 공학 기술을 총동원해 이루어낸 업적으로 평가받은 룩소르 오벨리스크는 기념비 받침대에 그 직립 과정을 삽화로 생생히 묘사하고 있다.
룩소르 오벨리스크의 받침대를 비롯한 높이는 총 23m, 무게는 250톤에 달한다. 최상단 부분에 소형 피라미드 모습의 금박이 있었으나 기원전 6세기경 아시리아인의 침입과 페르시아인의 점령 과정에서 소실되었는데, 프랑스 정부에서 복원 작업을 벌여 1998년 5월 14일 복원이 완료되었다. 복원 자금에는 약 1백 50만 프랑이 소요되었으며, 수명은 약 40년이다. 복원으로 인해 오벨리스크의 높이는 이전보다 2m가량 높아지게 되었다.

### 콩코르드 분수

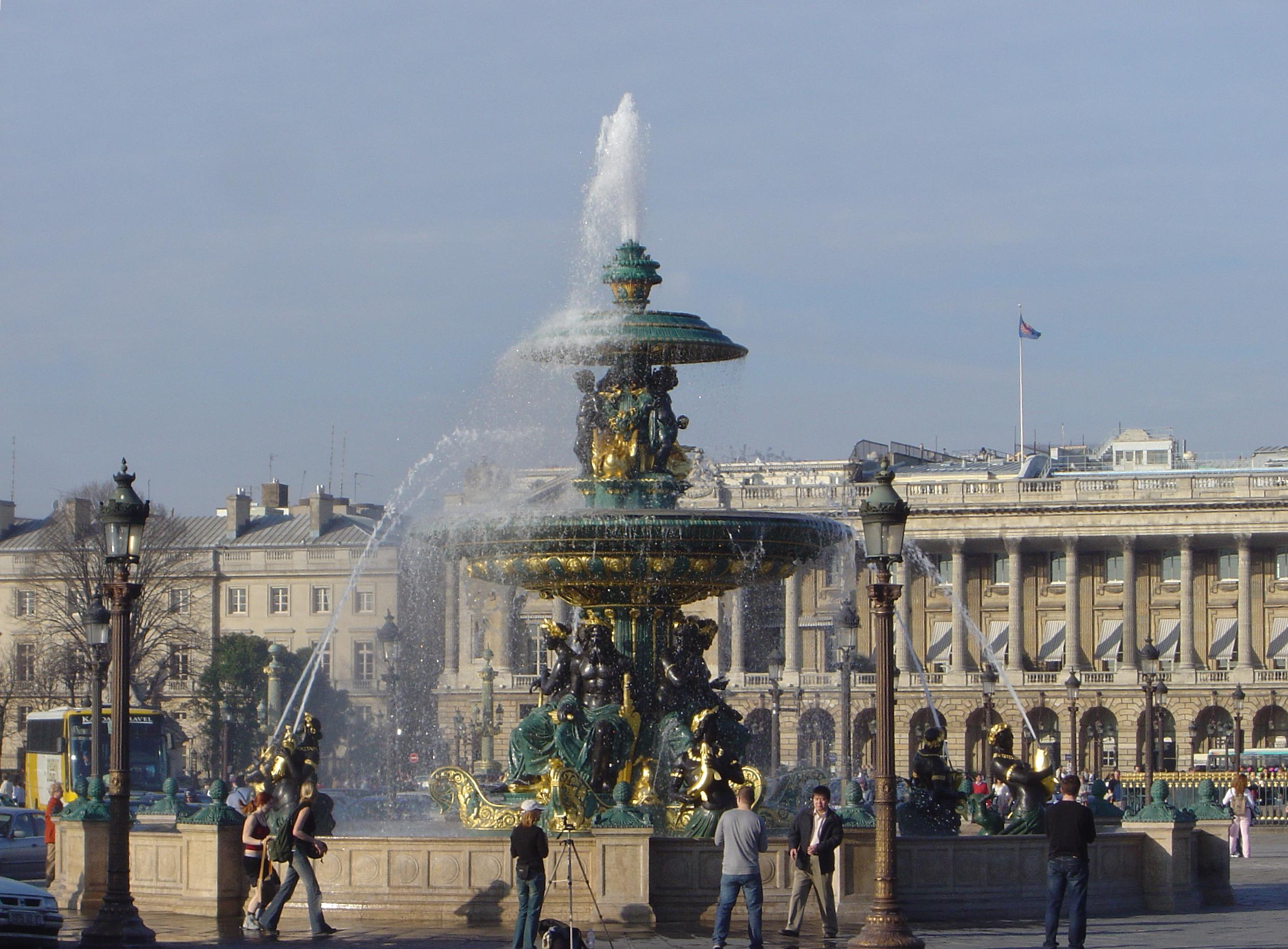
1840년 준공된 〈강의 분수〉
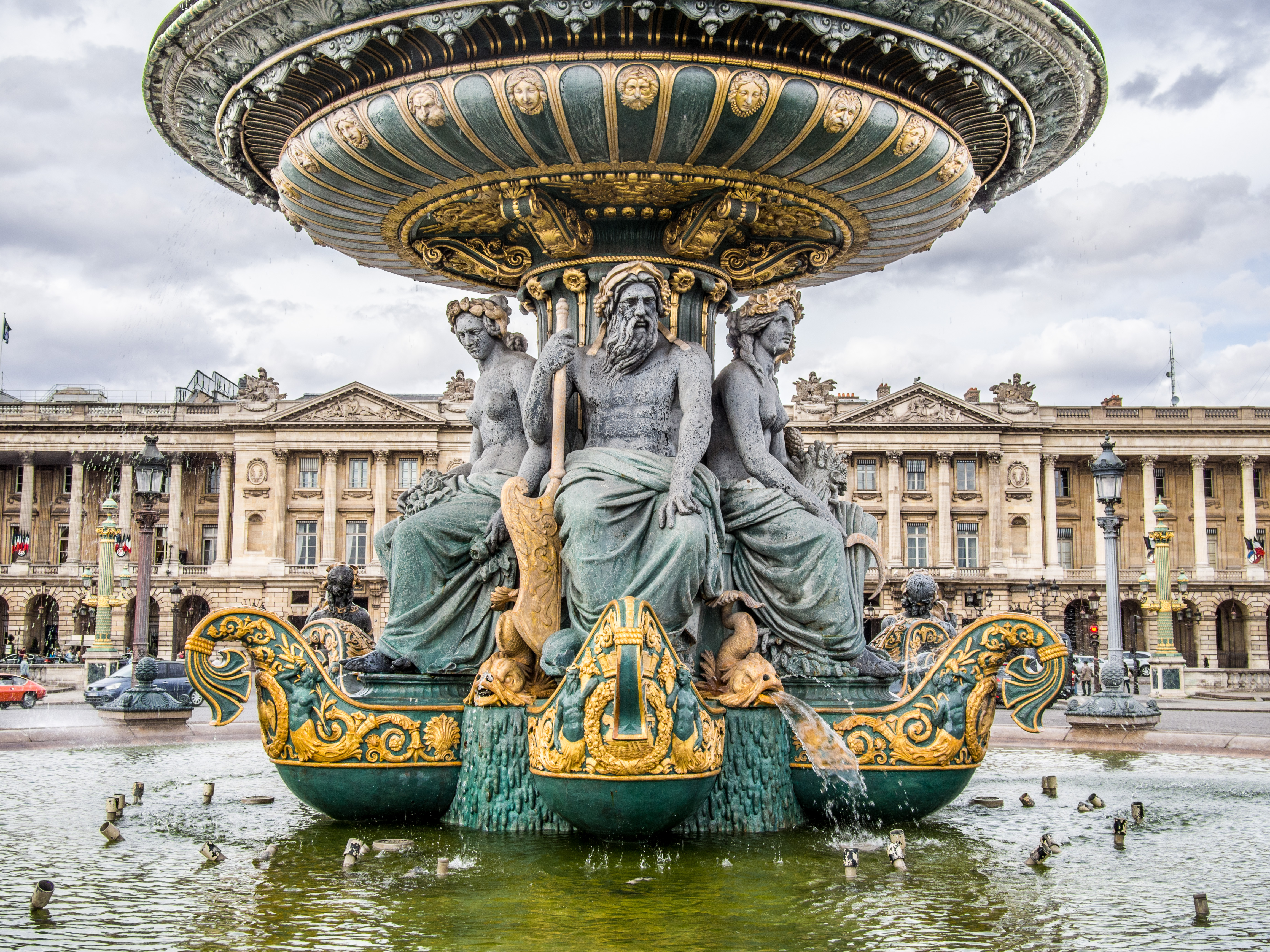
〈강의 분수〉의 하단부 조각상
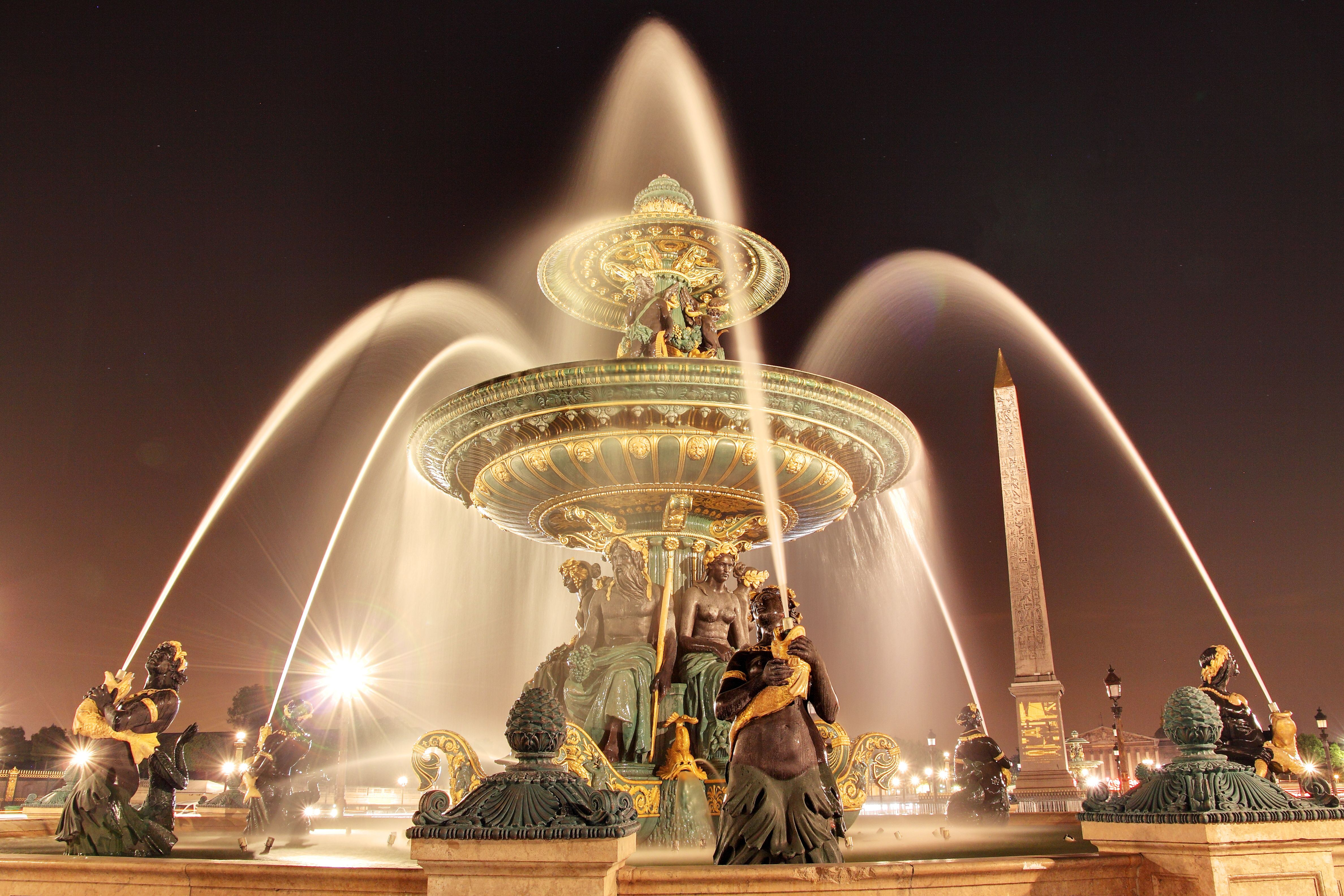
야간 조명이 켜진 분수

1836년 룩소르 오벨리스크의 설치를 마친 콩코르드 광장 재조성계획의 대표건축가 자크이그나스 이토르프가 설치한 두 대의 분수이다. 에콜 데 보자르의 샤를 페르시에의 제자로서 2년간 신고전주의 건축을 전공했던 이토르프는 로마의 나보나 광장과 산 피에트로 광장처럼 오벨리스크와 분수가 한 공간에 자리한 광장을 파리에서도 실현하기로 마음먹었다.
이토르프의 분수는 높이 9m로, 과거 콩코르드 광장에 세워졌던 프랑스 8대 도시를 상징하는 원주와 조각상의 높이와 동일했다. 남쪽의 오벨리스크와 센강 사이에는 〈바다의 분수〉가 세워져 프랑스 국토와 맞닿은 6면의 바다를 표현하였으며, 북쪽의 오벨리스크와 루아얄로 사이에는〈강의 분수〉가 세워져 프랑스의 대표 강을 소재로 하였다. 분수대가 자리잡은 위치는 과거 단두대가 설치되어 루이 16세가 처형되었던 자리와 거의 같다.

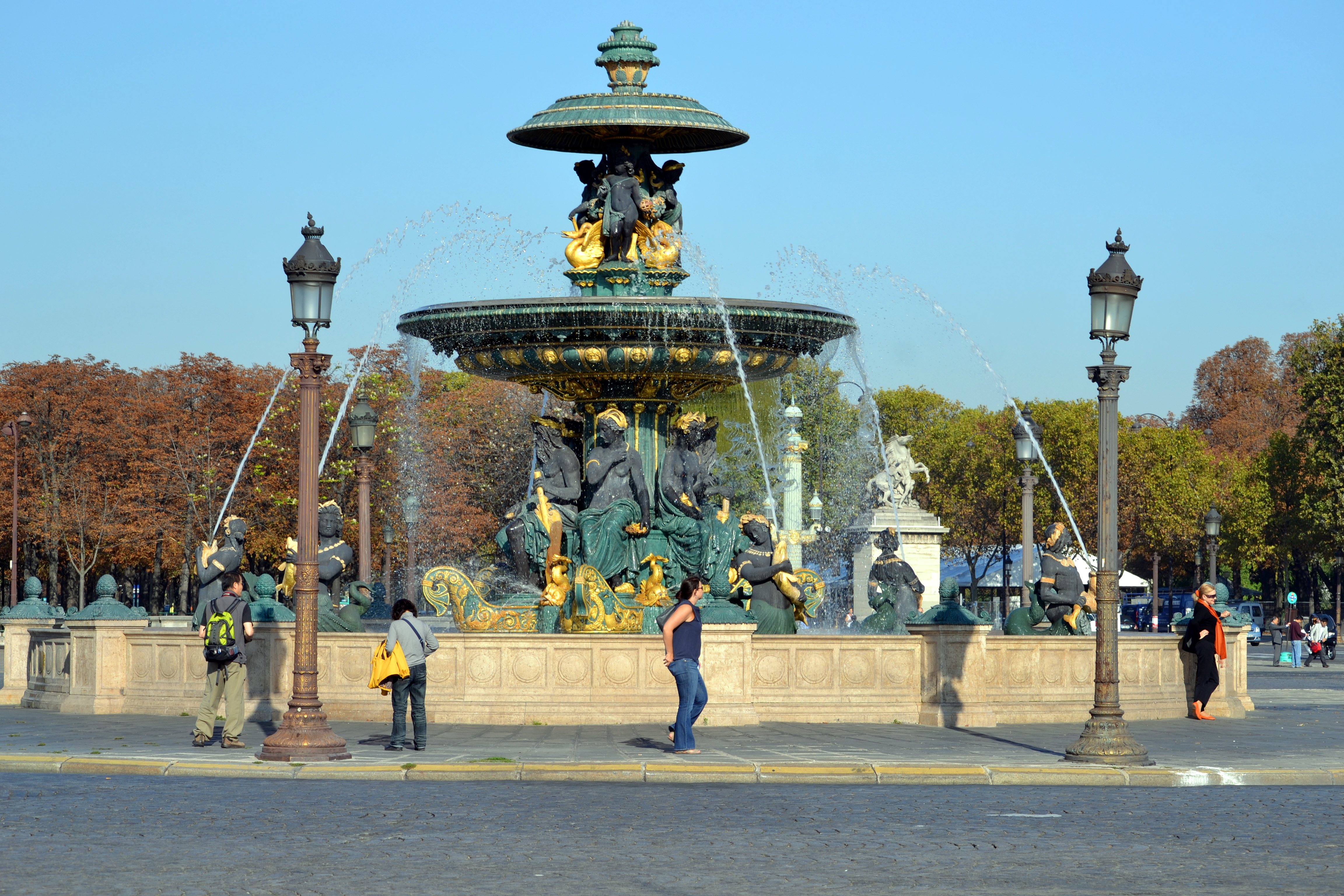
〈바다의 분수〉
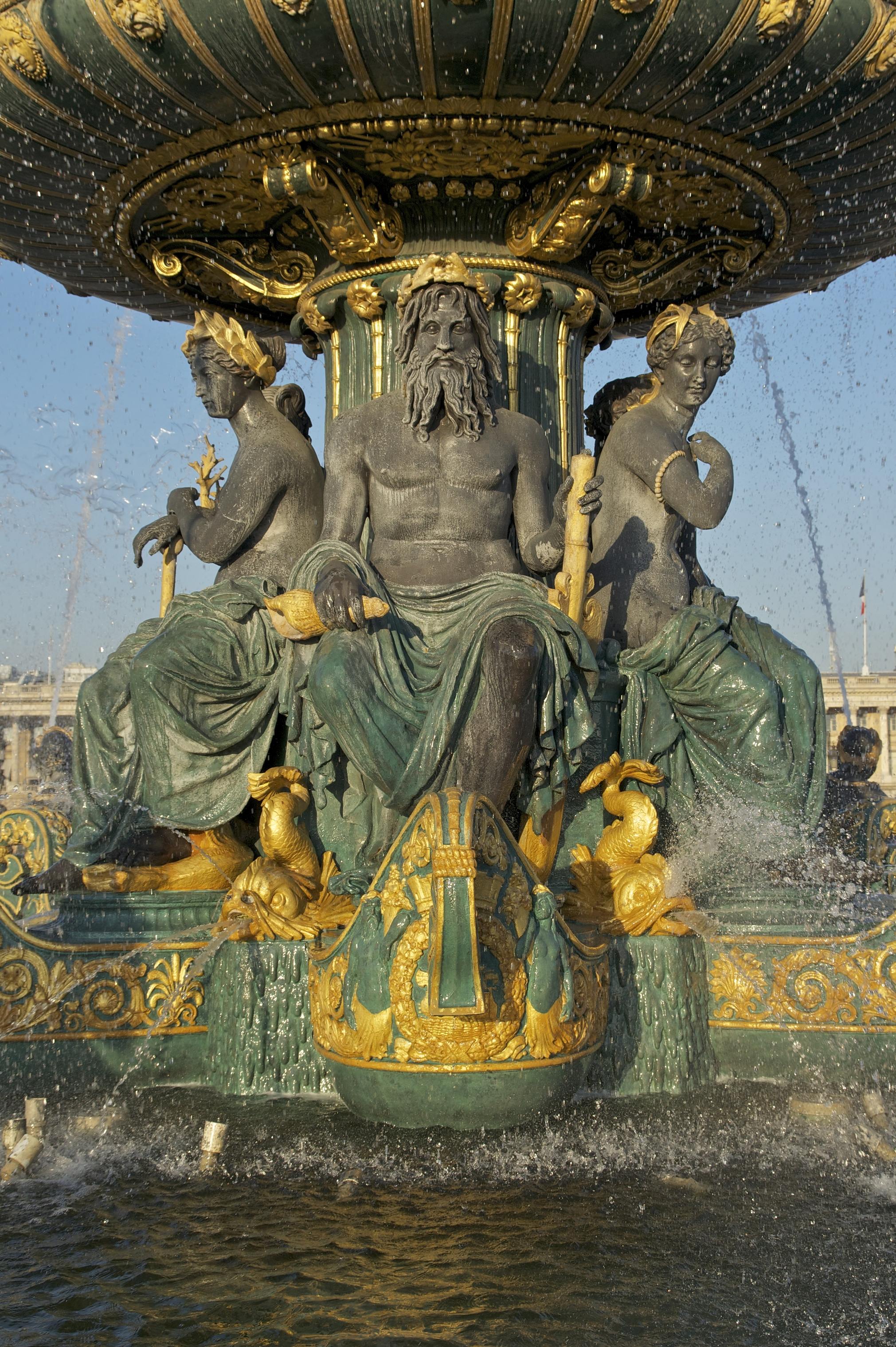
〈바다의 분수〉의 하단부
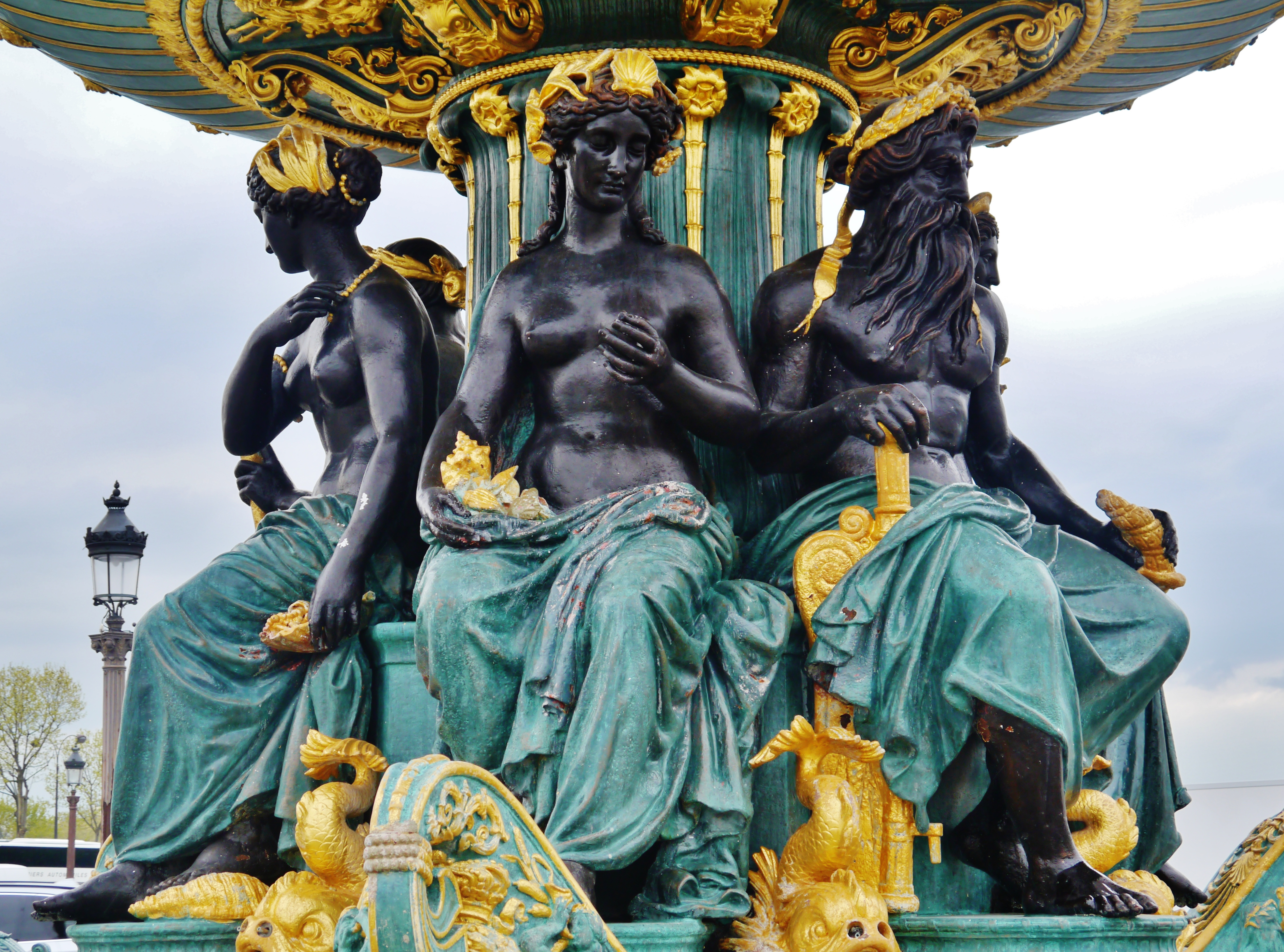
〈바다의 분수〉의 조각상

두 분수대는 똑같은 구조를 지니고 있다. 우선 석조로 된 받침대 위의 하단부에는 프랑스의 바다와 강을 각각 소재로 한 조각상을 두고 있다.  이들은 모두 그리스 신화의 트리톤, 나이아데스를 묘사한 것으로, 물을 뿜고 있는 물고기를 안고서 선박 위에 발을 올려놓은 자세를 취하고 있다. 하단부 조각상들이 앉아 있는 기둥은 큰 접시를 떠받치고 있으며 맨 위에는 그보다 작은 접시가 거꾸로 뒤집혀 매달려 있다. 그 사이의 상단부에도 예술이나 공예의 수호신을 형상화한 4가지 조각상이 설치되어 있다. 아래에서 물이 솟구쳐 올라 큰 접시를 채운 뒤 수면이 넘치면 그 밑으로 다시 흘러내리는 작동방식도 동일하다.
북쪽의 〈강의 분수〉에는 론강과 라인강을 나타내는 우화적 형상이 하단부에, 꽃과 과일의 재배·포도의 재배·강의 운송과 산업·농경 재배의 4대 수호신이 상단부에 장식되어 있다. 남쪽의 〈바다의 분수〉에는 대서양과 지중해를 나타내는 형상이 하단부에, 산호의 채취·생선잡이·조개와 진주의 채취·천문학과 항해학, 해양상업의 4대 수호신이 상단부를 장식하고 있다.

### 도시의 조각상

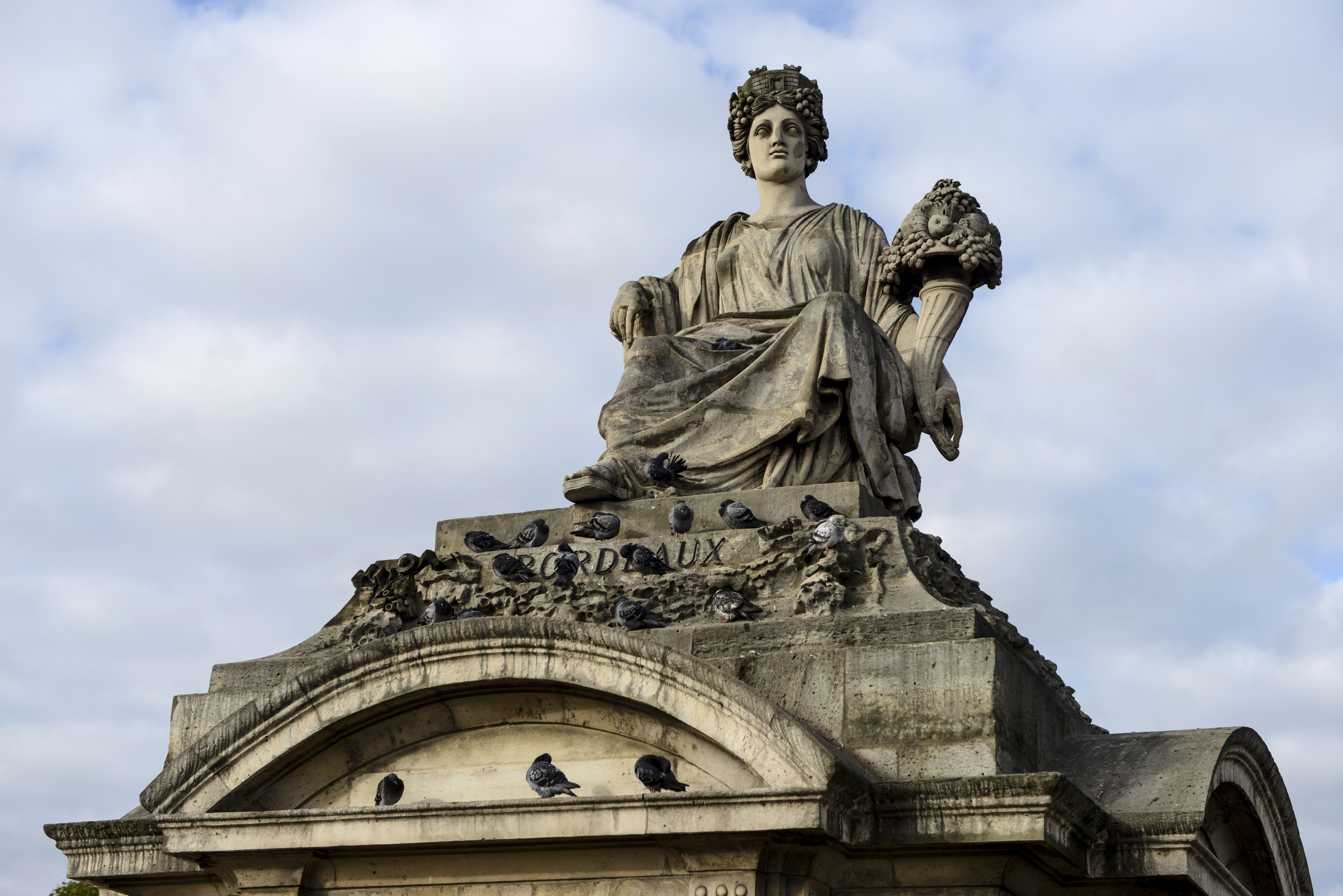
보르도
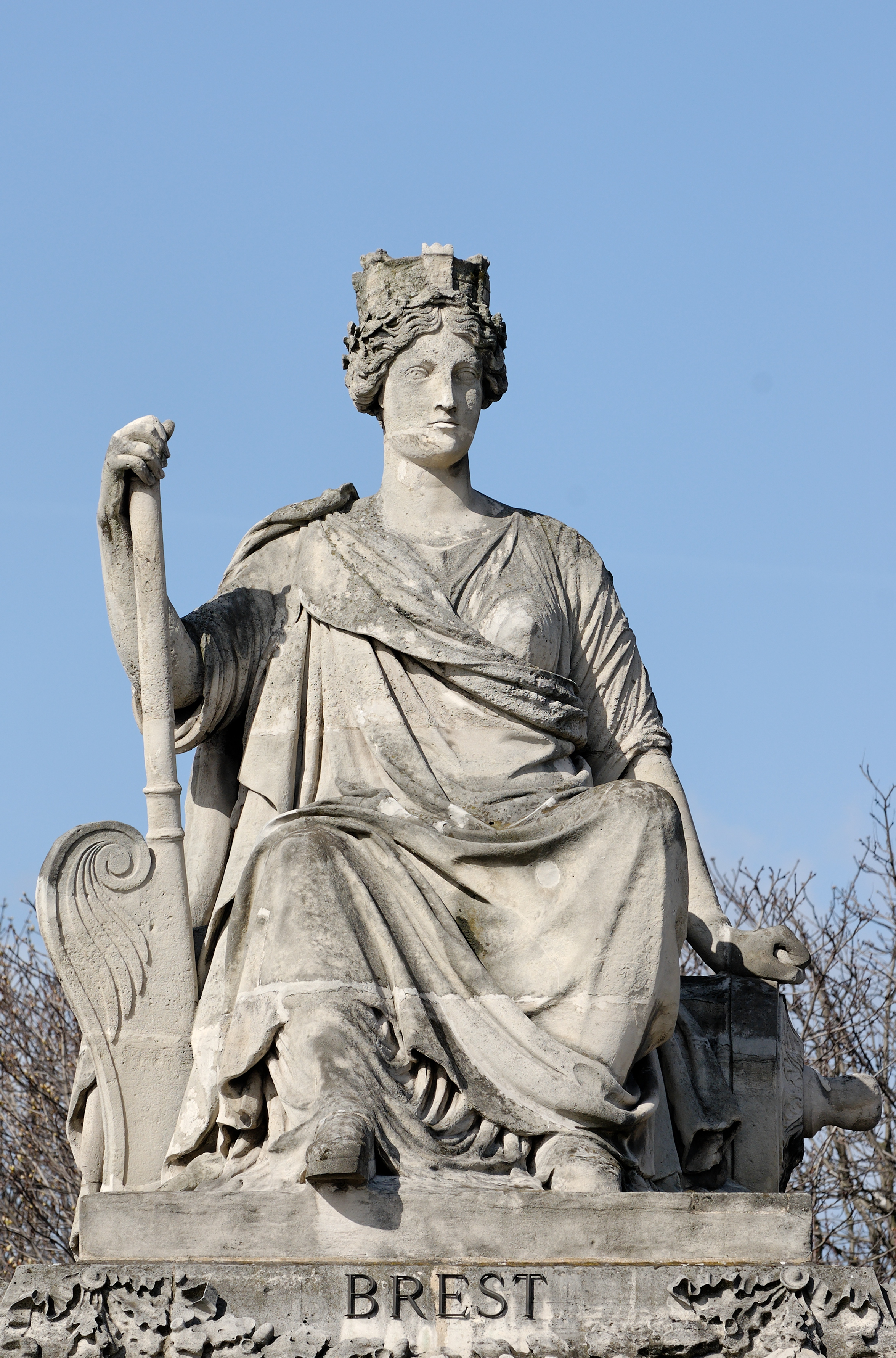
브레스트
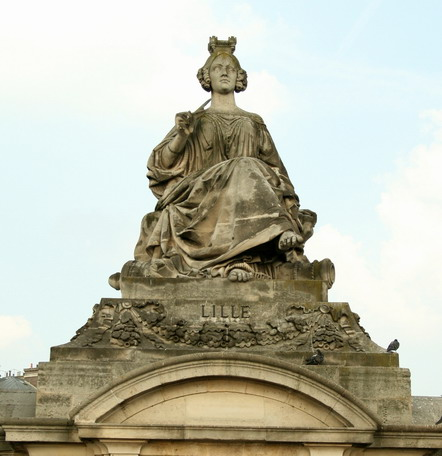
릴
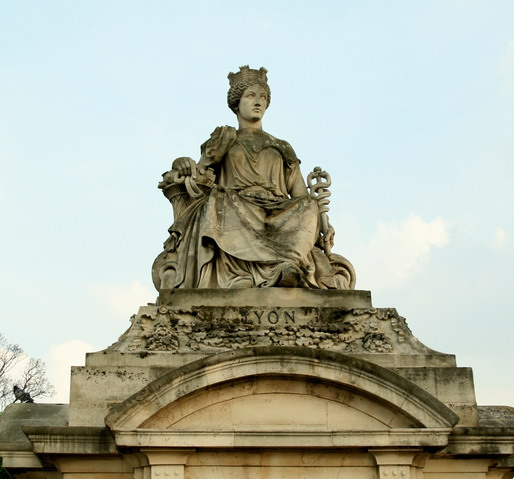
리옹
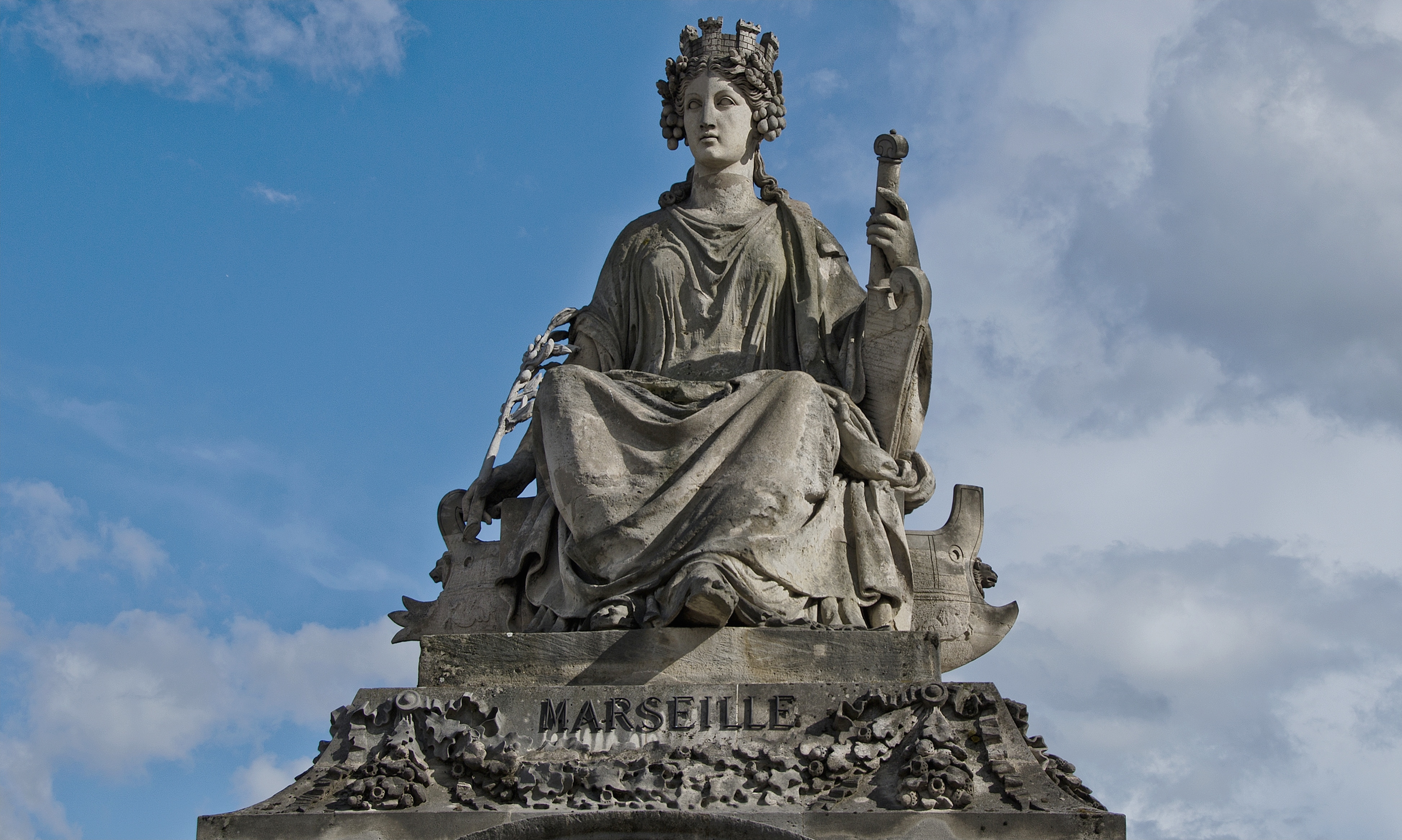
마르세유
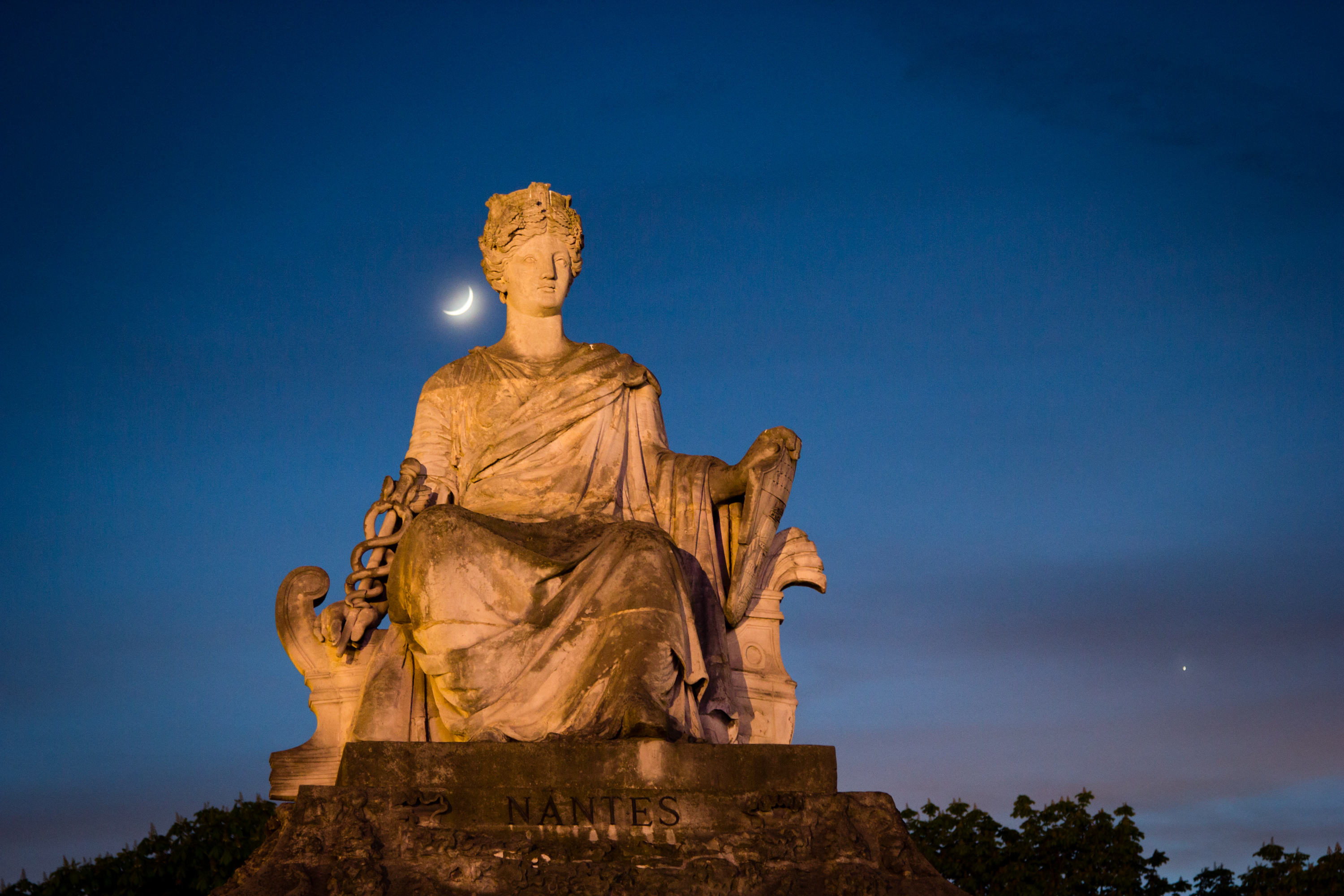
낭트
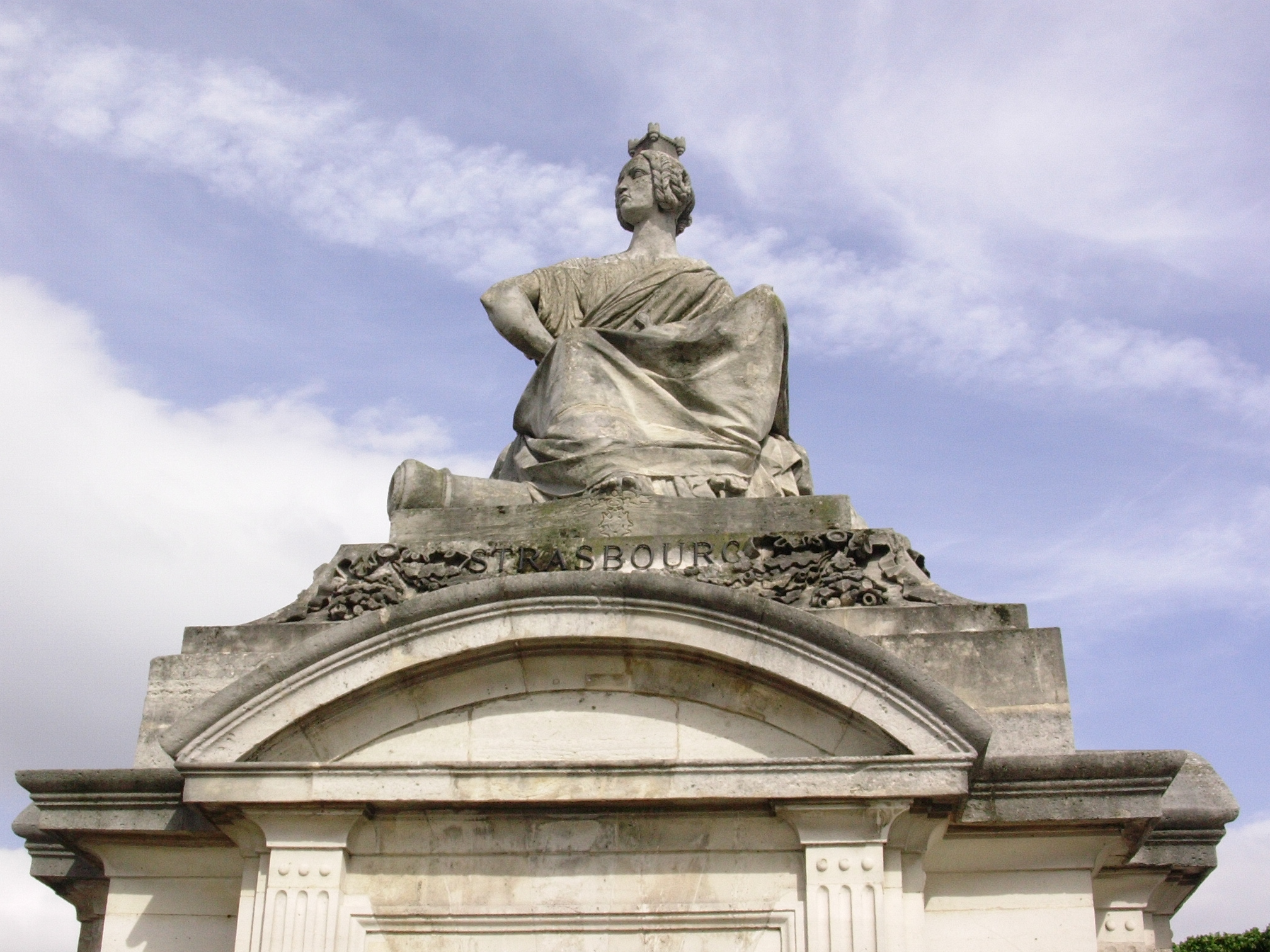
스트라스부르
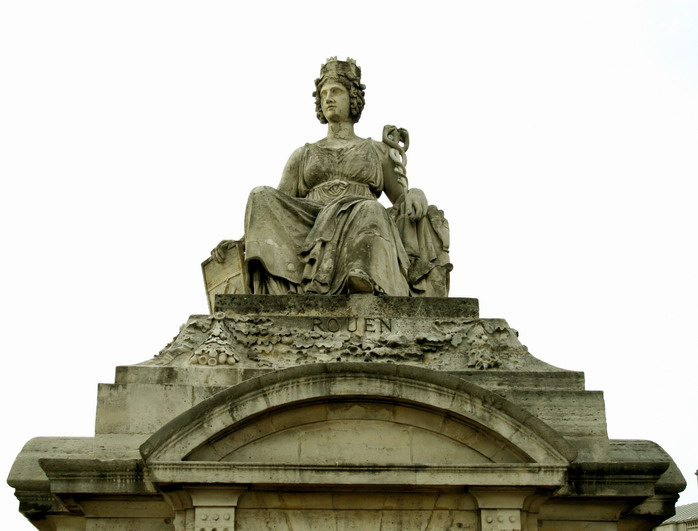
루앙

팔각형 광장 구석구석에는 프랑스의 8대 도시를 여인으로 의인화한 조각상이 설치되어 있다.
- 브레스트와 루앙 - 장피에르 코르토의 작품으로 광장 북서쪽, 오텔 드 크리용 인근에 자리해 있다.
- 릴과 스트라스부르 - 잠 프라디에르의 작품으로 광장 북동쪽, 리볼리로 인근에 자리해 있다. 스트라스부르의 여인상은 빅토르 위고의 정부였던 쥘리에트 드루에를 모델로 삼은 것으로 알려져 있는데, 여류시인 루이즈 콜레가 모델이라는 설도 존재한다.[17] 1871년 독일제국이 알자스-로렌을 합병할 당시 스트라스부르 여인상에 검은 천이 드리워지고 추모의 화환이 놓이기도 했다.
- 리옹과 마르세유 - 루이 프티토의 작품으로 광장 남동쪽, 오랑주리 미술관 인근에 자리해 있다.
- 보르도와 낭트 - 루이드니 카이유에트의 작품으로 광장 남서쪽, 센강변 인근에 자리해 있다.

## 주변 건물

### 북쪽 방면

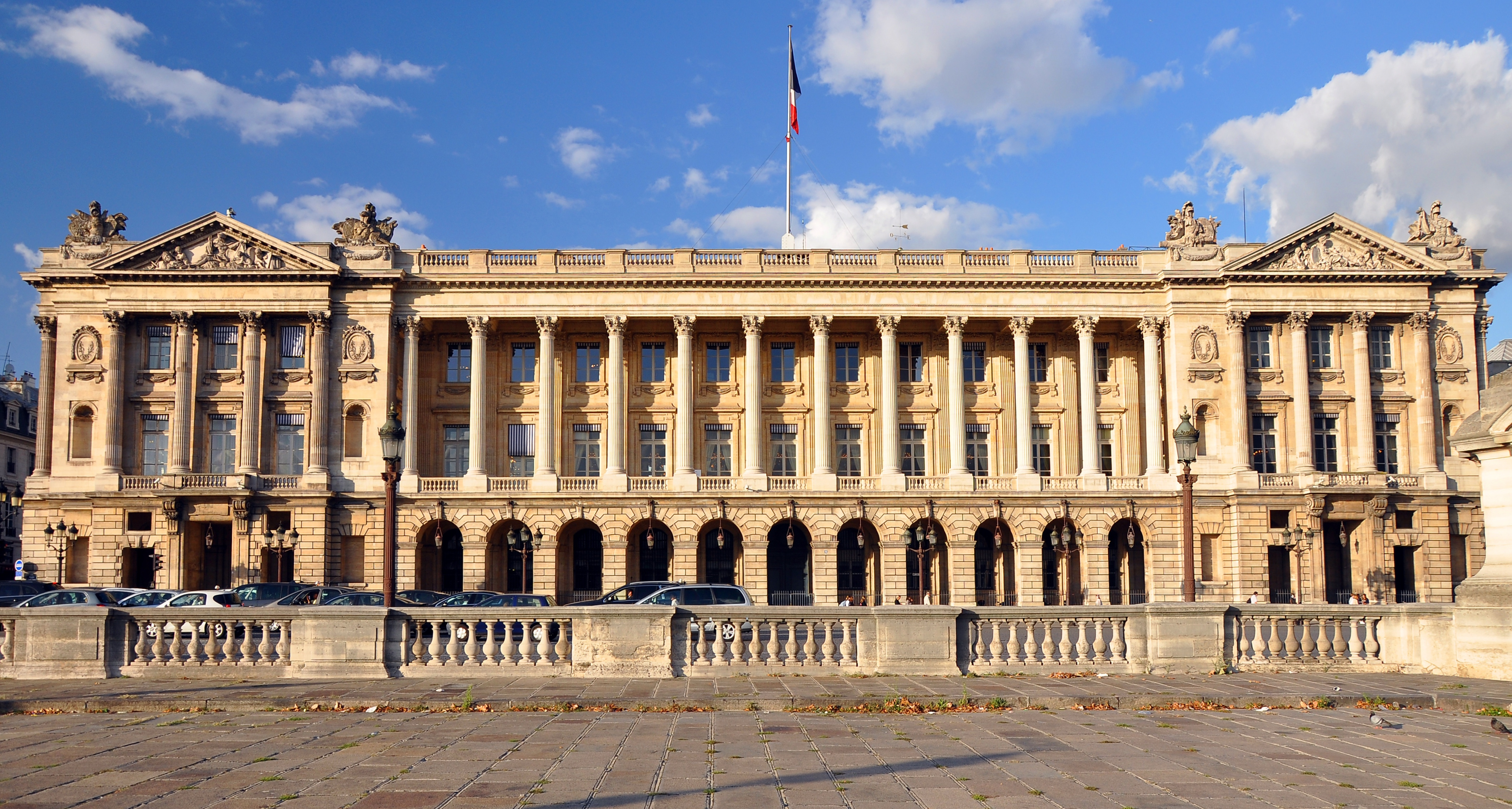
콩코르드 광장에서 바라본 오텔 드 라 마린
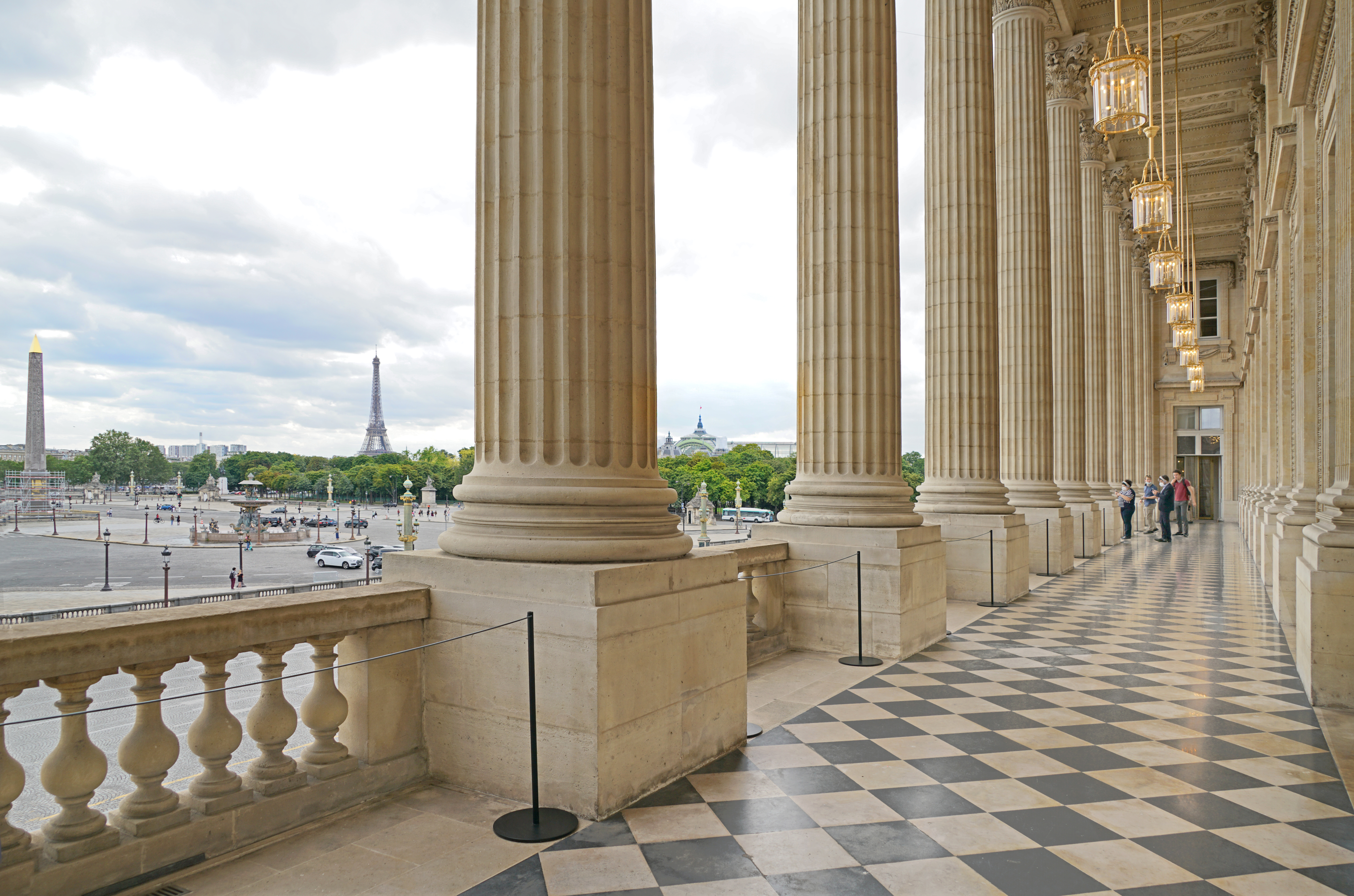
오텔 드 라 마린의 야외복도 (로지아).   콩코르드 광장을 내다볼 수 있다.

콩코르드 광장 북쪽 방면에는 리볼리로를 따라 두 개의 궁전형 건물이 들어서 있다. 이 두 건물의 외관은 앙제자크 가브리엘이 설계한 것으로, 건물 사이로는 루아얄로로 나뉘어 광장까지 이어지는데 이 거리 역시 가브리엘이 설계한 것이다. 앙제자크 가브리엘은 루아얄로를 따라 늘어선 건물의 조화로운 외관을 의도하였으며 그 가운데 8번지에 위치한 본인의 주택 내외부의 설계도 직접 맡았다.
신고전주의 건축 양식을 따라 지어진 이 건물들은 그 외관이 거의 동일한데 1667년 세워진 루브르궁의 루브르 콜로나드에서 영감을 받은 것이다. 정면에는 원반형 장식조각으로 꾸며졌는데 이 역시 루브르궁 동쪽면의 외관을 참고한 것이다. 건물 외관 기둥회랑의 양쪽 끝은 삼각형 페디먼트와 코린토스형 원주로 대칭을 이룬다.
두 건물 중 동쪽에 위치한 건물은 오텔 드 라 마린 (Hôtel de la Marine), 즉 프랑스 해군 관저로 쓰이던 건물로서, 원래는 프랑스 왕실의 가구 창고인 가르드뫼블 (Garde-Meuble)이란 이름으로 불렸다. 마리 앙투아네트의 방도 이곳에 있었다. 1792년 프랑스 혁명 기간 동안 프랑스 해군의 본부가 되었으며 이후 수백년간 사용되어오다 2015년 해군 본부로서의 쓰임새를 마치고 국가문화재 겸 박물관으로 전환되었다. 2021년부터는 카타르 국왕의 첫째사촌인 하마드 빈 할리파 알사니가 수집한 고대문명 미술품 컬렉션이 전시되고 있다.
서쪽에 위치한 건물은 하나의 통일된 건물이 아닌 4개 구역으로 나뉘어 활용되고 있다. 원래는 프랑스 귀족들이 사용하는 건물로 지어졌다.
- 4번구역은 마르키즈 드 쿠알랭이 사용하던 구역으로 1805년~1807년 프랑스 작가 프랑수아르네 드 샤토브리앙이 입주해 살았다.
- 6번구역은 국왕 보좌관인 루이예 드 레스탱이 사용하던 구역으로 나중에는 플레시벨리에르 공작부인이 소유하게 되었다. 이후 플레시벨리에르는 교황 레오 13세에 이곳을 넘기라는 유언을 남겼으나 1901년 레오 13세는 프랑스 자동차 협회에 다시 매각하였고 현재까지 이어지고 있다.
- 8번구역은 왕실 직속 건축가 피에르루이 모로데스프루가 사용하던 구역으로, 이후 매각을 거쳐 국제 모터스포츠 대회인 포뮬러 원을 주관하는 국제 자동차 연맹 (FIA) 본부로 사용되고 있다.
- 10번구역은 1775년 제6대 오몽 공작의 소유로부터 출발하여 1788년 크리용 공작에게 양도되었으나 혁명기를 거치며 프랑스 국외로 추방되면서 한동안 빈집이 되었다. 이후 1820년 크리용 백작부인이 조국으로 귀국하여 1904년까지 자신과 그 후손들의 소유로 삼았다. 1909년 파리를 방문하는 부유층들을 대상으로 한 고급호텔인 오텔 드 크리용으로 바뀌었으며,[22] 2010년 사우디아라비아 왕자 무타이브 빈 압둘라 알 사우드가 매입하였다.[23]

### 동쪽 방면

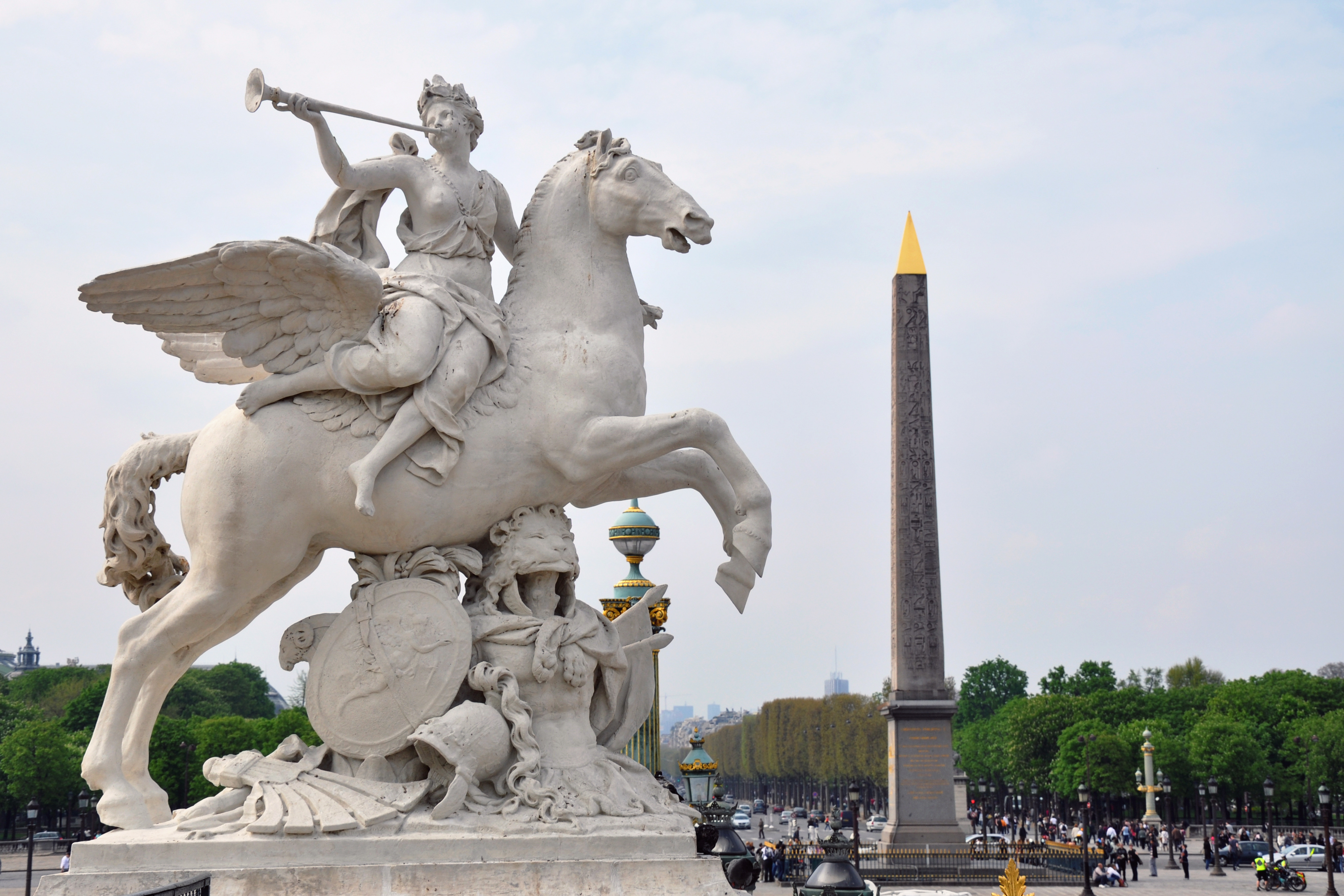
튀일리 정원 입구에 설치된 앙투안 쿠아즈보의 기마상 〈페가수스를 탄 페메〉의 복제본
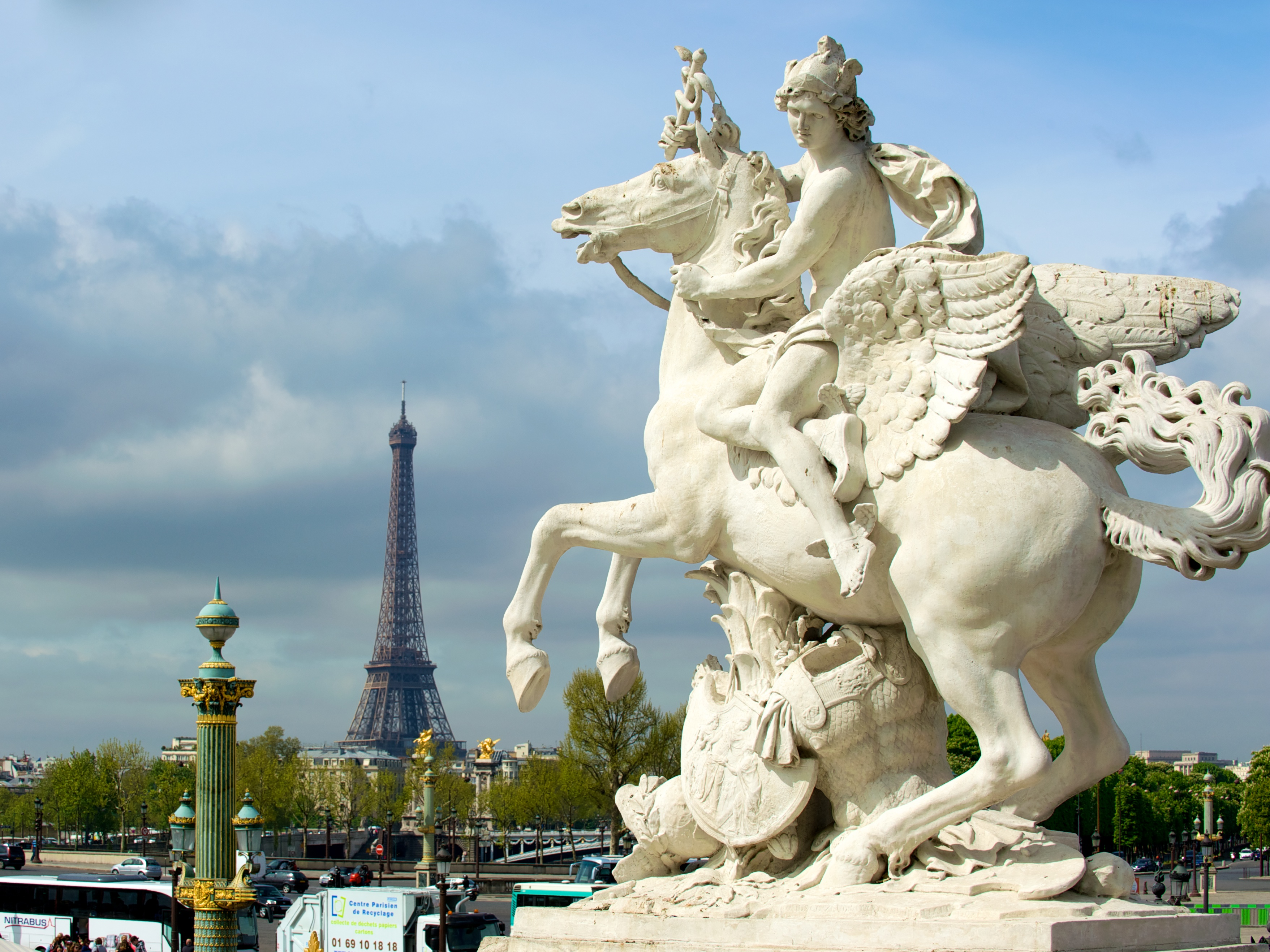
기마상 〈페가수스를 탄 메르쿠리우스〉
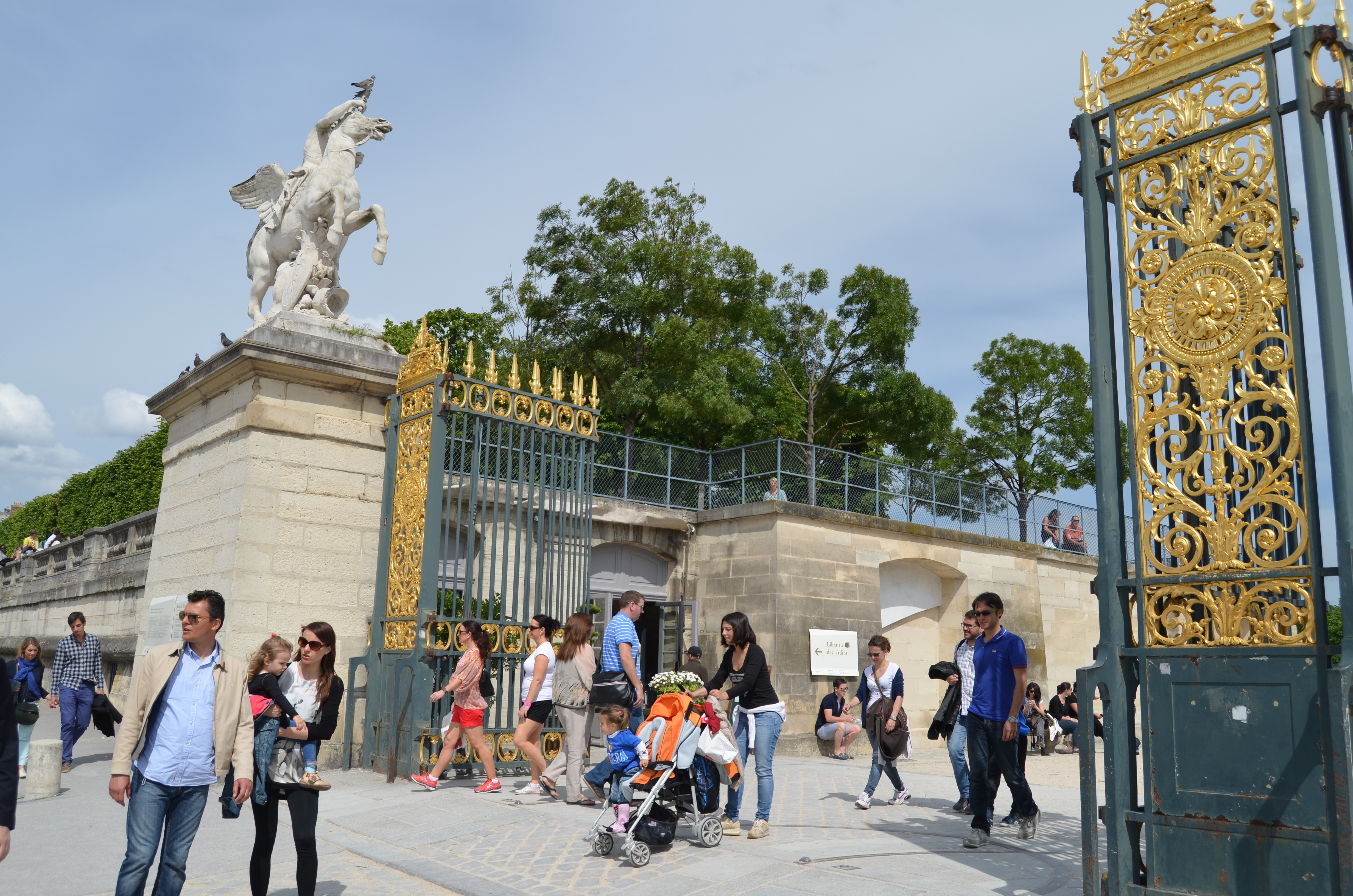
튀일리 정원으로 들어가는 서쪽 출입구
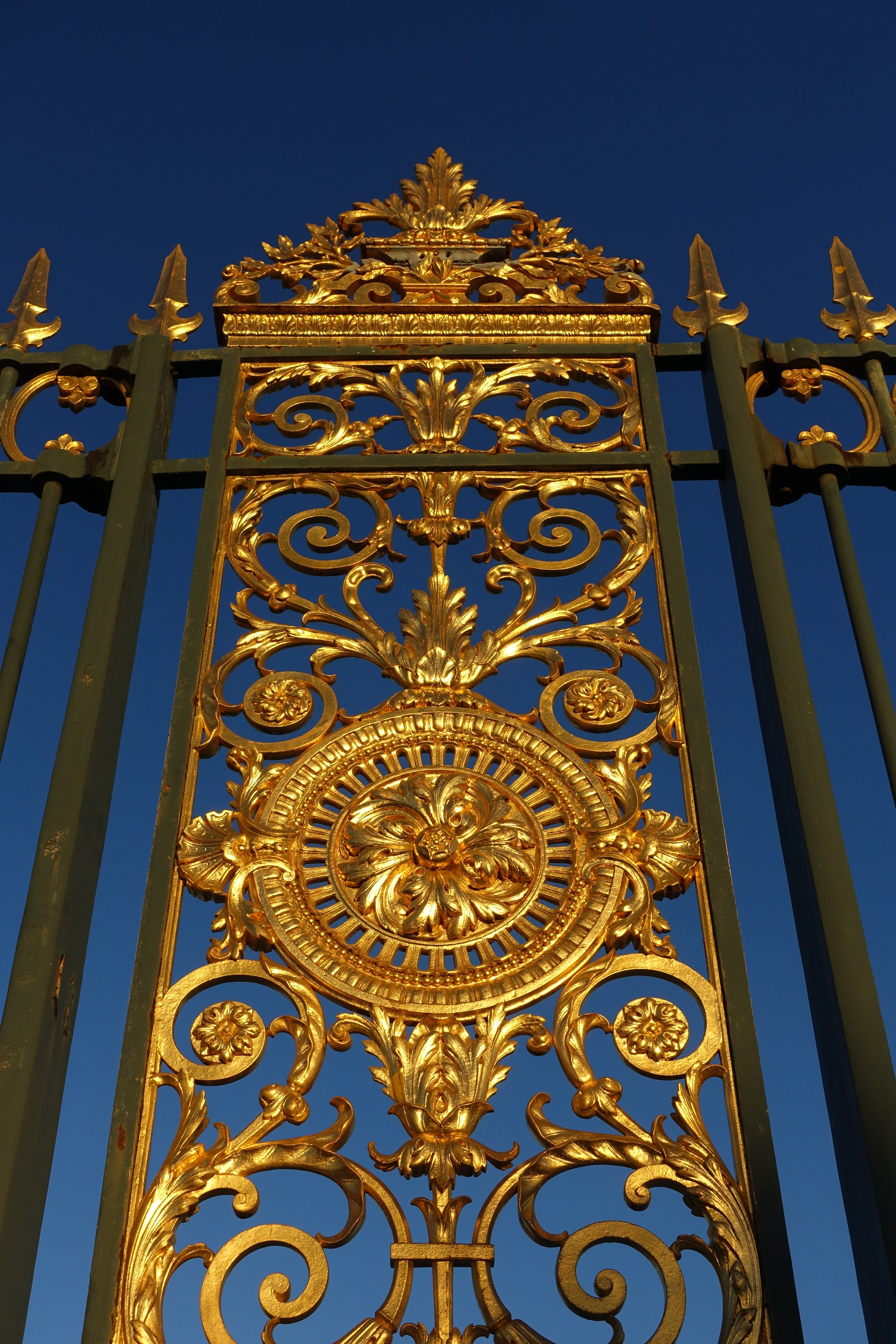
튀일리 정원 입구의 화려한 장식
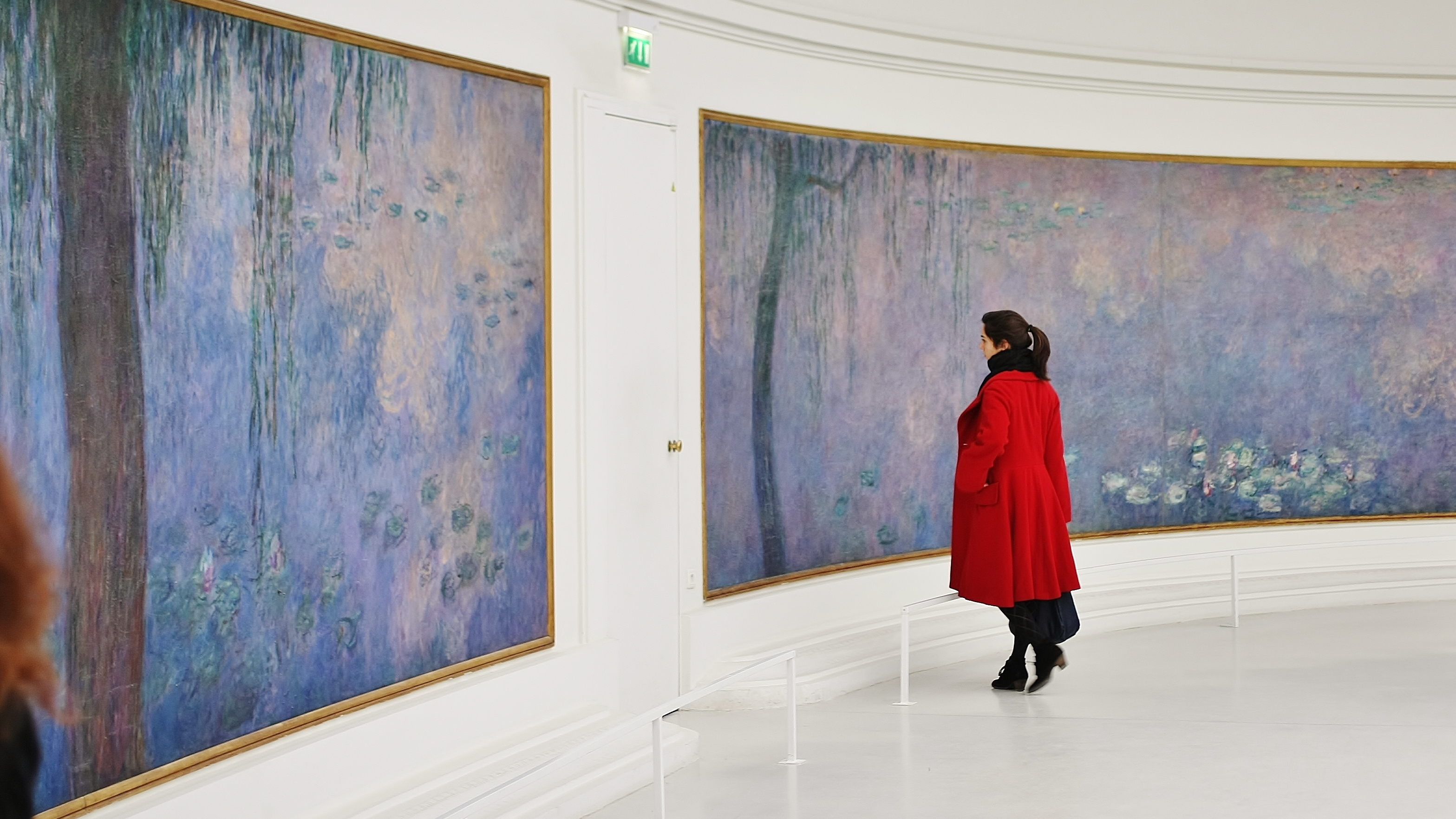
오랑주리 미술관에 전시된 클로드 모네의 그림 《수련》

콩코르드 광장 동쪽 방면에는 튀일리궁의 부속정원인 튀일리 정원의 입구가 자리해 있다. 정작 튀일리궁은 1871년 파리 코뮌 사태 당시 화재로 소실되어 그 흔적이 거의 남아있지 않다. 정원으로 들어가는 화려한 황금문은 콩코르드 광장을 설계한 앙제자크 가브리엘이 제작하였으며, 이곳에서부터 시작되는 산책로는 동쪽의 루브르 박물관까지 이어지는 거대한 규모를 자랑한다. 대문 주변에는 앙투안 쿠아즈보의 대작 《페가수스를 탄 페메》와 《페가수스를 탄 메르쿠리우스》가 설치되어 있는데 이들 조각상은 원래 루이 14세가 살던 마를리성의 장식품으로 1719년 지금의 튀일리궁으로 옮겨왔다. 현장에 설치된 것은 복제품으로 원본은 루브르 박물관에 소장되어 있다.
광장 남쪽 끝 센강 바로 옆에는 포르 드 라 콩페랑스 (Port de la Conference)라는 파리의 옛 서쪽 관문이 자리잡고 있었다. 앙리 3세가 지은 이 관문은 파리의 시가지가 확장되면서 1730년에 철거되었다. 정원 입구로는 원래 회전형 다리가 설치되어 있었으며 지금의 장식물이 설치된 위치 인근에 있었다.
광장이 내려다보이는 정원 테라스에는 박물관 두 곳이 자리잡고 있다. 북쪽 끝 리볼리로 방면에는 죄드폼 국립미술관이 있는데, 이름에서 알 수 있듯 죄드폼 (Jeu de Paume)이라는 프랑스 전통 스포츠의 경기장으로 사용되었던 곳으로 1861년 나폴레옹 3세 황제의 죄드폼 코트로 지어져 1878년 확장공사가 이루어졌다. 제2차 세계 대전 시기에는 나치 독일이 약탈한 미술품을 보관하는 창고로 활용되었으며, 종전 이후 1947년부터 루브르 박물관이 소장한 근대 인상주의 작품들을 전시하는 용도로 사용되었다. 1986년 오르세 미술관이 개관하여 루브르의 근대미술 소장품을 이관하고 난 뒤로는 1997년 리모델링을 거쳐 현대미술 특별전의 전시공간으로 활용되었다.
센강변 쪽으로는 1852년 건설된 오랑주리 미술관이 자리해 있다. 이곳 역시 원래 나폴레옹 3세 시기 튀일리 정원의 오렌지나무를 수용하기 위한 겨울철 온실로 지어졌으며 건축가 패르맹 부르주아 (Firmin Bourgeois)가 설계를 맡았다. 이후 내부 개조를 거쳐 미술전시관으로 용도가 바뀌었으며 1927년부터는 클로드 모네의 《수련》연작 가운데 8점을 소장하여 세계적인 미술관으로 거듭났다. 모네의 작품 뿐만 아니라 인상주의 화가들의 작품과 파리화파의 작품들로 구성된 왈테르 기욤 (Walter Guillaume) 컬렉션을 소장중에 있다.
광장 쪽 테라스에도 여러 유명 조각상이 설치되어 있다. 1998년부터는 근대 프랑스 조각가 오귀스트 로댕의 《키스》(1881년~1888년)의 1934년 동상 복제본을 비롯하여, 《이브》 (1881년), 《거대한 그림자》(1881년), 《팔로 하는 명상》 (1881년~1905년) 등의 작품이 설치되었다. 여기에 장 뒤뷔페와 알랭 키릴리 등 현대조각과 주세페 프란치의 18세기 사자상도 자리해 있다.

## 같이 보기
- 프랑스 혁명